# Thanh xuân có bạn (mùa 3)
Thanh xuân có bạn 3 (tiếng Trung: 青春有你3, bính âm: Qīng Chūn Yǒu Nǐ 3, tiếng Anh: Youth With You 3) là một chương trình sống còn tuyển chọn nhóm nhạc nam Trung Quốc được công chiếu ngày 18 tháng 2 năm 2021 trên kênh iQIYI. Được dẫn dắt bởi các cố vấn như Lý Vũ Xuân, Lý Vinh Hạo, Lisa, và Phan Vỹ Bá. Chương trình quy tụ 119 thực tập sinh đến từ các công ty giải trí khác nhau, để tạo thành một nhóm nhạc nam gồm 9 thành viên thông qua bình chọn của khán giả toàn cầu.
Đêm chung kết theo kế hoạch sẽ được phát sóng trực tiếp vào ngày 8 tháng 5 năm 2021, đã bị chính thức huỷ và chương trình đã bị chấm dứt sau lệnh của cơ quan chính phủ truyền thông Trung Quốc, do những tranh cãi về việc lãng phí sữa của chương trình.
Vào ngày 25 tháng 7 năm 2021, 2 tháng sau khi chấm dứt, BTC thông báo rằng nhóm IXFORM chính thức ra mắt với 9 thành viên theo thứ tự là La Nhất Châu, Đường Cửu Châu, Liên Hoài Vĩ, Lưu Quan Hữu, Đặng Hiếu Từ, Tôn Oánh Hạo, Lưu Tuyển, Đoàn Tinh Tinh và Tôn Diệc Hàng.

## Khái niệm
Trong mùa thứ ba Thanh xuân có bạn đã quy tụ 119 thực tập sinh đến từ các công ty giải trí khác nhau hoặc những thực tập sinh tự do. 9 thực tập sinh sẽ được lựa chọn thông qua phiếu bầu của người xem để thành lập một nhóm nhạc nam sau nhiều tuần đánh giá, biểu diễn và loại trừ.

## Huấn luyện viên
- Lý Vũ Xuân — Chế tác
- Lý Vinh Hạo — Cố vấn thanh nhạc
- Lisa — Cố vấn vũ đạo
- Phan Vỹ Bá — Cố vấn rap
- Ngu Thư Hân – Trợ giảng

### Cố vấn X
- Uông Tô Lang
- Đặng Tử Kỳ

## Thực tập sinh
Phân loại màu
- Top 9 của tuần
- Top 9 của tuần (Live Votes)
- Rời khỏi chương trình
- Bị loại trong tập 10
- Bị loại trong tập 16
- Bị loại trong tập 20
- Bị loại trong tập 23
- Thành viên chính thức ra mắt

| Công ty                                                     | Tên                                | Tuổi | Đánh giá lớp | Đánh giá lớp | Xếp hạng | Xếp hạng | Xếp hạng | Xếp hạng              | Xếp hạng              | Xếp hạng              | Xếp hạng              | Xếp hạng              | Xếp hạng              | Xếp hạng              | Xếp hạng              | Xếp hạng              | Xếp hạng              | Xếp hạng              | Xếp hạng              | Xếp hạng              |
| Công ty                                                     | Tên                                | Tuổi | 1            | 2            | Tập 2    | Tập 4    | Tập 6    | Tập 6                 | Tập 10                | Tập 10                | Tập 12                | Tập 13                | Tập 16                | Tập 16                | Tập 18                | Tập 20                | Tập 20                | Tập 23                | Tập 23                | Chung kết             |
| Công ty                                                     | Tên                                | Tuổi | 1            | 2            | #        | #        | #        | #                     | #                     | Số phiếu              | #                     | #                     | #                     | Số phiếu              | #                     | #                     | Số phiếu              | #                     | Số phiếu              | Chung kết             |
| ----------------------------------------------------------- | ---------------------------------- | ---- | ------------ | ------------ | -------- | -------- | -------- | --------------------- | --------------------- | --------------------- | --------------------- | --------------------- | --------------------- | --------------------- | --------------------- | --------------------- | --------------------- | --------------------- | --------------------- | --------------------- |
| Thực tập sinh tự do                                         | Lưu Tuyển (刘隽)                   | 27   | A            | A            | 7        | 9        | 4        | 8                     | 8                     | 7,763,643             | 8                     | 13                    | 9                     | 8,808,048             | 24                    | 12                    | 3,574,126             |                       |                       |                       |
| Thực tập sinh tự do                                         | Hoàng Hoằng Minh (黄泓铭)          | 27   | N            | N            | 43       | 53       | 93       | 56                    | 37                    | 1,586,857             | 24                    | 37                    | 34                    | 4,534,665             | 31                    | 32                    | Đã bị loại            | Đã bị loại            | Đã bị loại            | 32                    |
| Thực tập sinh tự do                                         | Cung Nghị Tinh (龚毅星)            | 25   | N            | C            | 40       | 49       | 99       | 51                    | 47                    | 1,159,201             | 28                    | 49                    | 39                    | Đã bị loại            | Đã bị loại            | Đã bị loại            | Đã bị loại            | Đã bị loại            | Đã bị loại            | 39                    |
| RADiANT PiCTURES (光芒影业)                                 | Ngạn Hy (彦希)                     | 29   | C            | C            | 13       | 18       | 58       | 22                    | 20                    | 2,759,818             | 20                    | 20                    | 31                    | 4,853,210             | 29                    | 28                    | Đã bị loại            | Đã bị loại            | Đã bị loại            | 28                    |
| DngD (咚那个咚)                                             | Trần Tử Long (陈子龙)              | 28   | N            | N            | 103      | 114      | 80       | 113                   | Đã bị loại            | Đã bị loại            | Đã bị loại            | Đã bị loại            | Đã bị loại            | Đã bị loại            | Đã bị loại            | Đã bị loại            | Đã bị loại            | Đã bị loại            | Đã bị loại            | 64 - 118              |
| Original Stone Music (原石音乐)                             | Vũ Duyệt (武悦)                    | 25   | C            | C            | 109      | 101      | 33       | 108                   | Đã bị loại            | Đã bị loại            | Đã bị loại            | Đã bị loại            | Đã bị loại            | Đã bị loại            | Đã bị loại            | Đã bị loại            | Đã bị loại            | Đã bị loại            | Đã bị loại            | 64 - 118              |
| Astro Music (星宇愔乐)                                      | Dư Cảnh Thiên (余景天)             | 22   | A            | A            | 2        | 1        | 28       | 1                     | 1                     | 19,486,372            | 1                     | 9                     | 1                     | 19,504,390            | 1                     | 1                     | 13,559,007            | Rời khỏi chương trình | Rời khỏi chương trình | Rời khỏi chương trình |
| avex China (爱贝克思)                                       | Từ Tử Vị (徐子未)                  | 28   | A            | C            | 93       | 25       | 1        | 15                    | 13                    | 4,206,613             | 29                    | 1                     | 17                    | 6,968,144             | 18                    | 17                    | 3,377,588             |                       |                       |                       |
| B.K. Entertainment (彬稞娱乐)                               | Bạch Lục (白陆)                    | 27   | B            | C            | 65       | 82       | 88       | 60                    | 55                    | 984,809               | 34                    | 25                    | 36                    | 3,879,158             | Đã bị loại            | Đã bị loại            | Đã bị loại            | Đã bị loại            | Đã bị loại            | 36                    |
| B/G ENTERTAINMENT (黑金计划)                                | Vương Nam Quân (王南钧)            | 25   | B            | B            | 36       | 24       | 12       | 25                    | 24                    | 2,306,340             | 26                    | 16                    | 25                    | 6,192,866             | 24                    | 20                    | 3,236,319             |                       |                       |                       |
| B/G ENTERTAINMENT (黑金计划)                                | Lý Khâm (李钦)                     | 28   | C            | N            | 60       | 42       | 11       | 43                    | 45                    | 1,256,374             | 14                    | 29                    | 24                    | 6,254,348             | 33                    | 35                    | Đã bị loại            | Đã bị loại            | Đã bị loại            | 35                    |
| B/G ENTERTAINMENT (黑金计划)                                | Lý Thạc (李硕)                     | 27   | C            | N            | 80       | 69       | 76       | 88                    | Đã bị loại            | Đã bị loại            | Đã bị loại            | Đã bị loại            | Đã bị loại            | Đã bị loại            | Đã bị loại            | Đã bị loại            | Đã bị loại            | Đã bị loại            | Đã bị loại            | 64 - 118              |
| B/G ENTERTAINMENT (黑金计划)                                | Ứng Thần Hy (应晨熙)               | 23   | C            | B            | 47       | 56       | 26       | 81                    | Đã bị loại            | Đã bị loại            | Đã bị loại            | Đã bị loại            | Đã bị loại            | Đã bị loại            | Đã bị loại            | Đã bị loại            | Đã bị loại            | Đã bị loại            | Đã bị loại            | 64 - 118              |
| Banana Entertainment (香蕉娱乐)                             | Khương Kinh Tá (姜京佐)            | 27   | C            | A            | 8        | 13       | 15       | 14                    | 17                    | 3,572,457             | 23                    | 12                    | 19                    | 6,829,571             | 18                    | 22                    | 2,955,138             | Đã bị loại            | Đã bị loại            | 22                    |
| Banana Entertainment (香蕉娱乐)                             | Triệu Cẩn Nghiêu (赵瑾尧)          | 25   | N            | B            | 67       | 66       | 76       | 65                    | 43                    | 1,277,683             | 58                    | 53                    | 59                    | Đã bị loại            | Đã bị loại            | Đã bị loại            | Đã bị loại            | Đã bị loại            | Đã bị loại            | 59                    |
| BF Entertainment (大脸娱乐)                                 | Ngụy Hồng Vũ (魏宏宇)              | 26   | A            | N            | 84       | 4        | 105      | 4                     | 6                     | 11,865,745            | 32                    | 54                    | 37                    | 3,779,751             | Đã bị loại            | Đã bị loại            | Đã bị loại            | Đã bị loại            | Đã bị loại            | 37                    |
| ChengMengWenHua (程梦文化)                                  | Kha Nhĩ (柯尔)                     | 28   | N            | N            | 118      | 48       | 113      | 58                    | 46                    | 1,179,272             | 41                    | 49                    | 44                    | Đã bị loại            | Đã bị loại            | Đã bị loại            | Đã bị loại            | Đã bị loại            | Đã bị loại            | 44                    |
| Chenfan Entertainment (宸帆娱乐)                            | Chung Phúc Lâm (钟福林)            | 24   | N            | N            | 91       | 71       | 80       | 59                    | Đã bị loại            | Đã bị loại            | Đã bị loại            | Đã bị loại            | Đã bị loại            | Đã bị loại            | Đã bị loại            | Đã bị loại            | Đã bị loại            | Đã bị loại            | Đã bị loại            | 64 - 118              |
| Beijing Chunyin Culture Media Co., Ltd. (刍音文化)          | Trương Tư Nguyên (张思源)          | 30   | B            | C            | 24       | 17       | 29       | 19                    | 19                    | 2,782,709             | 40                    | 55                    | 18                    | 6,868,656             | 24                    | 23                    | 2,879,159             | Đã bị loại            | Đã bị loại            | 23                    |
| CIWEN MEDIA (慈文影视)                                      | Đặng Trạch Minh (邓泽鸣)           | 22   | B            | B            | 15       | 20       | 7        | 20                    | 21                    | 2,704,956             | 19                    | 3                     | 23                    | 6,265,579             | 29                    | 24                    | Đã bị loại            | Đã bị loại            | Đã bị loại            | 24                    |
| D.WANG MEDIA (大王娱乐)                                     | Tào Vũ Tuyết (曹宇雪)              | 27   | C            | C            | 116      | 102      | 113      | 115                   | Đã bị loại            | Đã bị loại            | Đã bị loại            | Đã bị loại            | Đã bị loại            | Đã bị loại            | Đã bị loại            | Đã bị loại            | Đã bị loại            | Đã bị loại            | Đã bị loại            | 64 - 118              |
| D.WANG MEDIA (大王娱乐)                                     | Lý Thiên Kỳ (李天琪)               | 28   | B            | B            | 89       | 103      | 22       | 112                   | Đã bị loại            | Đã bị loại            | Đã bị loại            | Đã bị loại            | Đã bị loại            | Đã bị loại            | Đã bị loại            | Đã bị loại            | Đã bị loại            | Đã bị loại            | Đã bị loại            | 64 - 118              |
| D.WANG MEDIA (大王娱乐)                                     | Lý Tử Thần (李子晨)                | 27   | C            | C            | 110      | 116      | 18       | 117                   | Đã bị loại            | Đã bị loại            | Đã bị loại            | Đã bị loại            | Đã bị loại            | Đã bị loại            | Đã bị loại            | Đã bị loại            | Đã bị loại            | Đã bị loại            | Đã bị loại            | 64 - 118              |
| D.WANG MEDIA (大王娱乐)                                     | Triệu Minh Hiên (赵明轩)           | 25   | C            | C            | 112      | 115      | 54       | 118                   | Đã bị loại            | Đã bị loại            | Đã bị loại            | Đã bị loại            | Đã bị loại            | Đã bị loại            | Đã bị loại            | Đã bị loại            | Đã bị loại            | Đã bị loại            | Đã bị loại            | 64 - 118              |
| DMDF (大美德丰)                                             | Tạp Tư (卡斯)                      | 33   | C            | B            | 31       | 45       | 68       | 57                    | Đã bị loại            | Đã bị loại            | Đã bị loại            | Đã bị loại            | Đã bị loại            | Đã bị loại            | Đã bị loại            | Đã bị loại            | Đã bị loại            | Đã bị loại            | Đã bị loại            | 64 - 118              |
| DMDF (大美德丰)                                             | Trần Đỉnh Đỉnh (陈鼎鼎)            | 30   | C            | C            | 18       | 28       | 86       | 37                    | 49                    | 1,115,283             | 52                    | 47                    | 52                    | Đã bị loại            | Đã bị loại            | Đã bị loại            | Đã bị loại            | Đã bị loại            | Đã bị loại            | 52                    |
| DMDF (大美德丰)                                             | Thất Cáp (七哈)                    | 30   | C            | B            | 26       | 33       | 18       | 47                    | Đã bị loại            | Đã bị loại            | Đã bị loại            | Đã bị loại            | Đã bị loại            | Đã bị loại            | Đã bị loại            | Đã bị loại            | Đã bị loại            | Đã bị loại            | Đã bị loại            | 64 - 118              |
| DMDF (大美德丰)                                             | Thập Thất Quân (十七君)            | 35   | C            | C            | 30       | 41       | 99       | 53                    | Đã bị loại            | Đã bị loại            | Đã bị loại            | Đã bị loại            | Đã bị loại            | Đã bị loại            | Đã bị loại            | Đã bị loại            | Đã bị loại            | Đã bị loại            | Đã bị loại            | 64 - 118              |
| DMDF (大美德丰)                                             | Thôi Vân Phong (崔云峰)            | 27   | C            | A            | 25       | 34       | 43       | 44                    | 54                    | 996,506               | 42                    | 16                    | 42                    | Đã bị loại            | Đã bị loại            | Đã bị loại            | Đã bị loại            | Đã bị loại            | Đã bị loại            | 42                    |
| Emperor (Beijing) Culture Development Co., Ltd. (英皇娱乐)  | Dư Diễn Long (余衍隆)              | 24   | C            | C            | 50       | 67       | 12       | 82                    | Đã bị loại            | Đã bị loại            | Đã bị loại            | Đã bị loại            | Đã bị loại            | Đã bị loại            | Đã bị loại            | Đã bị loại            | Đã bị loại            | Đã bị loại            | Đã bị loại            | 64 - 118              |
| FancyTown Culture (范堂文化)                                | Uông Giai Thần (汪佳辰)            | 24   | B            | C            | 63       | 60       | 35       | 45                    | 27                    | 1,959,790             | 17                    | 21                    | 30                    | 4,916,834             | 24                    | 27                    | Đã bị loại            | Đã bị loại            | Đã bị loại            | 27                    |
| Gramarie Entertainment (果然娱乐)                           | Hồ Hiên Hào (胡轩豪)               | 26   | N            | B            | 108      | 110      | 49       | 101                   | Đã bị loại            | Đã bị loại            | Đã bị loại            | Đã bị loại            | Đã bị loại            | Đã bị loại            | Đã bị loại            | Đã bị loại            | Đã bị loại            | Đã bị loại            | Đã bị loại            | 64 - 118              |
| HAOHAN Entertainment (浩瀚娱乐)                             | Thường Hoa Sâm (常华森)            | 27   | N            | N            | 11       | 15       | 46       | 17                    | 16                    | 3,580,551             | 9                     | 15                    | 10                    | 8,788,404             | 14                    | 10                    | 3,655,594             |                       |                       |                       |
| HAOHAN Entertainment (浩瀚娱乐)                             | Lưu Quan Hữu (刘冠佑)              | 22   | B            | A            | 44       | 83       | 58       | 85                    | 32                    | 1,836,217             | 12                    | 10                    | 13                    | 8,385,629             | 9                     | 6                     | 4,325,631             |                       |                       |                       |
| HAOHAN Entertainment (浩瀚娱乐)                             | Lưu Tuấn Hạo (刘俊昊)              | 26   | N            | N            | 42       | 58       | 80       | 68                    | 48                    | 1,120,631             | 45                    | 5                     | 45                    | Đã bị loại            | Đã bị loại            | Đã bị loại            | Đã bị loại            | Đã bị loại            | Đã bị loại            | 45                    |
| HAOHAN Entertainment (浩瀚娱乐)                             | Lý Thiêm Dực (李添翼)              | 24   | N            | N            | 104      | 118      | 93       | 73                    | Đã bị loại            | Đã bị loại            | Đã bị loại            | Đã bị loại            | Đã bị loại            | Đã bị loại            | Đã bị loại            | Đã bị loại            | Đã bị loại            | Đã bị loại            | Đã bị loại            | 64 - 118              |
| HAOHAN Entertainment (浩瀚娱乐)                             | Trương Suất Bác (张帅博)           | 22   | N            | C            | 71       | 95       | 51       | 100                   | Đã bị loại            | Đã bị loại            | Đã bị loại            | Đã bị loại            | Đã bị loại            | Đã bị loại            | Đã bị loại            | Đã bị loại            | Đã bị loại            | Đã bị loại            | Đã bị loại            | 64 - 118              |
| HAOHAN Entertainment (浩瀚娱乐)                             | Bao Hàm (包涵)                     | 22   | N            | N            | 49       | 89       | 113      | 104                   | Đã bị loại            | Đã bị loại            | Đã bị loại            | Đã bị loại            | Đã bị loại            | Đã bị loại            | Đã bị loại            | Đã bị loại            | Đã bị loại            | Đã bị loại            | Đã bị loại            | 64 - 118              |
| HEDGEHOG BROTHERS (刺猬兄弟)                                | Vương Hạo Hiên (王浩轩)            | 24   | C            | C            | 27       | 21       | 2        | 26                    | 35                    | 1,727,882             | 50                    | 57                    | 49                    | Đã bị loại            | Đã bị loại            | Đã bị loại            | Đã bị loại            | Đã bị loại            | Đã bị loại            | 49                    |
| Beijing Lan Mei Tailor Made Production Culture (海西星生)   | Hàn Cạnh Đức (韩竞德)              | 23   | N            | N            | 56       | 35       | 71       | 41                    | 50                    | 1,055,870             | 55                    | 37                    | 55                    | Đã bị loại            | Đã bị loại            | Đã bị loại            | Đã bị loại            | Đã bị loại            | Đã bị loại            | 55                    |
| Hot Idol (好好榜样)                                         | Trần Dự Canh (陈誉庚)              | 27   | N            | B            | 32       | 36       | 47       | 33                    | 28                    | 1,913,094             | 30                    | 19                    | 20                    | 6,791,387             | 21                    | 21                    | 3,180,609             | Đã bị loại            | Đã bị loại            | 21                    |
| HKBX Entertainment (花开半夏文化传媒)                       | Tử Du (梓渝)                       | 22   | C            | C            | 20       | 27       | 63       | 28                    | 22                    | 2,618,042             | 18                    | 31                    | 21                    | 6,572,007             | 33                    | 31                    | Đã bị loại            | Đã bị loại            | Đã bị loại            | 31                    |
| HKBX Entertainment (花开半夏文化传媒)                       | Trịnh Tinh Nguyên (郑星源)         | 24   | B            | B            | 23       | 31       | 86       | 34                    | 31                    | 1,867,200             | 22                    | 40                    | 27                    | 5,237,392             | 31                    | 34                    | Đã bị loại            | Đã bị loại            | Đã bị loại            | 34                    |
| HKBX Entertainment (花开半夏文化传媒)                       | Hàn Thụy Trạch (韩瑞泽)            | 24   | C            | N            | 94       | 88       | 88       | 75                    | 58                    | 941,419               | 60                    | 59                    | 60                    | Đã bị loại            | Đã bị loại            | Đã bị loại            | Đã bị loại            | Đã bị loại            | Đã bị loại            | 60                    |
| HKBX Entertainment (花开半夏文化传媒)                       | Lê Minh Húc (黎明旭)               | 24   | C            | C            | 55       | 63       | 24       | 74                    | 56                    | 955,851               | 57                    | 26                    | 57                    | Đã bị loại            | Đã bị loại            | Đã bị loại            | Đã bị loại            | Đã bị loại            | Đã bị loại            | 57                    |
| HKBX Entertainment (花开半夏文化传媒)                       | Vạn Vũ Thần (万禹辰)               | 24   | C            | B            | 72       | 72       | 35       | 63                    | 44                    | 1,259,659             | 43                    | 41                    | 41                    | Đã bị loại            | Đã bị loại            | Đã bị loại            | Đã bị loại            | Đã bị loại            | Đã bị loại            | 41                    |
| HUAYI BROTHERS FASHION (华谊兄弟时尚)                       | Ngụy Tinh Thừa (魏星丞)            | 26   | N            | C            | 75       | 70       | 60       | 77                    | 26                    | 2,190,641             | 39                    | 23                    | 40                    | Đã bị loại            | Đã bị loại            | Đã bị loại            | Đã bị loại            | Đã bị loại            | Đã bị loại            | 40                    |
| JS Entertainment (集笙文化)                                 | Tiểu Hà (小河)                     | 27   | N            | N            | 90       | 44       | 80       | 48                    | Đã bị loại            | Đã bị loại            | Đã bị loại            | Đã bị loại            | Đã bị loại            | Đã bị loại            | Đã bị loại            | Đã bị loại            | Đã bị loại            | Đã bị loại            | Đã bị loại            | 64 - 118              |
| JH Entertainment (瑾和娱乐)                                 | A Dục (阿煜)                       | 30   | C            | N            | 28       | 30       | 15       | 24                    | 33                    | 1,816,188             | 51                    | 56                    | 51                    | Đã bị loại            | Đã bị loại            | Đã bị loại            | Đã bị loại            | Đã bị loại            | Đã bị loại            | 51                    |
| Kss (快享星合)                                              | Ái Nhĩ Pháp · Kim (爱尔法·金)      | 25   | N            | N            | 39       | 59       | 93       | 72                    | Đã bị loại            | Đã bị loại            | Đã bị loại            | Đã bị loại            | Đã bị loại            | Đã bị loại            | Đã bị loại            | Đã bị loại            | Đã bị loại            | Đã bị loại            | Đã bị loại            | 64 - 118              |
| Kss (快享星合)                                              | Vương Tử Úc (王梓澳)               | 24   | N            |              |          |          | 93       | Rời khỏi chương trình | Rời khỏi chương trình | Rời khỏi chương trình | Rời khỏi chương trình | Rời khỏi chương trình | Rời khỏi chương trình | Rời khỏi chương trình | Rời khỏi chương trình | Rời khỏi chương trình | Rời khỏi chương trình | Rời khỏi chương trình | Rời khỏi chương trình | Rời khỏi chương trình |
| Kss (快享星合)                                              | Phó Tuyết Nham (付雪岩)            | 26   | C            | N            | 88       | 79       | 93       | 79                    | Đã bị loại            | Đã bị loại            | Đã bị loại            | Đã bị loại            | Đã bị loại            | Đã bị loại            | Đã bị loại            | Đã bị loại            | Đã bị loại            | Đã bị loại            | Đã bị loại            | 64 - 118              |
| Kss (快享星合)                                              | Châu Tuấn Vũ (周峻宇)              | 27   | N            | C            | 57       | 80       | 105      | 96                    | Đã bị loại            | Đã bị loại            | Đã bị loại            | Đã bị loại            | Đã bị loại            | Đã bị loại            | Đã bị loại            | Đã bị loại            | Đã bị loại            | Đã bị loại            | Đã bị loại            | 64 - 118              |
| L.TAO Entertainment (龙韬娱乐)                              | Chung Tuấn Nhất (钟骏一)           | 22   | C            | B            | 62       | 37       | 35       | 39                    | 57                    | 949,708               | 54                    | 29                    | 54                    | Đã bị loại            | Đã bị loại            | Đã bị loại            | Đã bị loại            | Đã bị loại            | Đã bị loại            | 54                    |
| LaoyuVision (老鱼映画)                                      | Tôn Oánh Hạo (孙滢皓)              | 24   | A            | A            | 29       | 12       | 6        | 11                    | 11                    | 5,577,701             | 6                     | 6                     | 6                     | 10,002,859            | 3                     | 5                     | 4,748,308             |                       |                       |                       |
| Ling You Jing Ji (领优经纪)                                 | IKELILI Ngải Khắc Lý Lý (艾克里里) | 30   | B            | B            | 9        | 14       | 54       | 18                    | 23                    | 2,436,653             | 49                    | 58                    | 50                    | Đã bị loại            | Đã bị loại            | Đã bị loại            | Đã bị loại            | Đã bị loại            | Đã bị loại            | 50                    |
| LIANHUAIWEI STUDIO (连淮伟工作室)                           | Liên Hoài Vỹ (连淮伟)              | 27   | C            | A            | 4        | 6        | 47       | 6                     | 3                     | 13,167,230            | 3                     | 7                     | 4                     | 12,537,143            | 2                     | 3                     | 5,718,259             |                       |                       |                       |
| Live Nation                                                 | Dương Bạc Ny (杨泊尼)              | 31   | N            | C            | 114      | 104      | 118      | 111                   | Đã bị loại            | Đã bị loại            | Đã bị loại            | Đã bị loại            | Đã bị loại            | Đã bị loại            | Đã bị loại            | Đã bị loại            | Đã bị loại            | Đã bị loại            | Đã bị loại            | 64 - 118              |
| Live Nation                                                 | Dương Ước Hàn (杨约翰)             | 29   | B            | C            | 115      | 92       | 32       | 98                    | Đã bị loại            | Đã bị loại            | Đã bị loại            | Đã bị loại            | Đã bị loại            | Đã bị loại            | Đã bị loại            | Đã bị loại            | Đã bị loại            | Đã bị loại            | Đã bị loại            | 64 - 118              |
| M-NATION (辰星娱乐)                                         | Đoàn Tinh Tinh (段星星)            | 27   | A            | A            | 95       | 23       | 118      | 21                    | 18                    | 3,246,841             | 10                    | 11                    | 7                     | 9,627,172             | 12                    | 8                     | 3,994,735             |                       |                       |                       |
| MANTRA PICTURES (工夫真言)                                  | Thì An (时安)                      | 24   | N            | N            | 101      | 113      | 99       | 116                   | Đã bị loại            | Đã bị loại            | Đã bị loại            | Đã bị loại            | Đã bị loại            | Đã bị loại            | Đã bị loại            | Đã bị loại            | Đã bị loại            | Đã bị loại            | Đã bị loại            | 64 - 118              |
| Mavericks Entertainment (麦锐娱乐)                          | Thảo Ngư (草鱼)                    | 33   | C            | B            | 38       | 39       | 60       | 38                    | 38                    | 1,562,793             | 31                    | 41                    | 33                    | 4,631,728             | 7                     | 29                    | Đã bị loại            | Đã bị loại            | Đã bị loại            | 29                    |
| Mavericks Entertainment (麦锐娱乐)                          | Châu Tử Kiệt (周子杰)              | 27   | C            | C            | 83       | 55       | 71       | 46                    | 41                    | 1,351,205             | 56                    | 45                    | 58                    | Đã bị loại            | Đã bị loại            | Đã bị loại            | Đã bị loại            | Đã bị loại            | Đã bị loại            | 58                    |
| summerstar (盛夏星空)                                       | Tào Tử Tuấn (曹子俊)               | 22   | N            | C            | 34       | 51       | 80       | 61                    | Đã bị loại            | Đã bị loại            | Đã bị loại            | Đã bị loại            | Đã bị loại            | Đã bị loại            | Đã bị loại            | Đã bị loại            | Đã bị loại            | Đã bị loại            | Đã bị loại            | 64 - 118              |
| Shanghai ZUI Co., Ltd. (最世文化)                           | Hà Đức Thụy (何德瑞)               | 27   | N            | C            | 68       | 98       | 40       | 35                    | 25                    | 2,215,470             | 15                    | 24                    | 16                    | 7,089,700             | 18                    | 18                    | 3,275,178             |                       |                       |                       |
| MOUNTAIN TOP (泰洋川禾)                                     | Dương Hạo Quân (杨皓钧)            | 23   | N            | N            | 74       | 96       | 113      | 106                   | Đã bị loại            | Đã bị loại            | Đã bị loại            | Đã bị loại            | Đã bị loại            | Đã bị loại            | Đã bị loại            | Đã bị loại            | Đã bị loại            | Đã bị loại            | Đã bị loại            | 64 - 118              |
| M+ ENTERTAINMENT (木加互娱)                                 | Trần Tuấn Hào (陈俊豪)             | 25   | N            | C            | 10       | 11       | 39       | 13                    | 15                    | 3,704,346             | 33                    | 39                    | 32                    | 4,710,917             | 21                    | 25                    | Đã bị loại            | Đã bị loại            | Đã bị loại            | 25                    |
| firefly (萦火丛传媒)                                        | Từ Tân Trì (徐新驰)                | 22   | N            | C            | 17       | 16       | 40       | 12                    | 12                    | 4,892,320             | 16                    | 14                    | 14                    | 7,712,046             | 5                     | 16                    | 3,384,112             |                       |                       |                       |
| NUCLEAR FIRE MEDIA (火核传媒)                               | Hùng Nghệ Văn (熊艺文)             | 28   | B            | C            | 66       | 85       | 60       | 67                    | 62                    | 849,427               | Đã bị loại            | Đã bị loại            | Đã bị loại            | Đã bị loại            | Đã bị loại            | Đã bị loại            | Đã bị loại            | Đã bị loại            | Đã bị loại            | 62                    |
| NUCLEAR FIRE MEDIA (火核传媒)                               | Trạm Triển (湛展)                  | 29   | C            | C            | 106      | 117      | 93       | 109                   | Đã bị loại            | Đã bị loại            | Đã bị loại            | Đã bị loại            | Đã bị loại            | Đã bị loại            | Đã bị loại            | Đã bị loại            | Đã bị loại            | Đã bị loại            | Đã bị loại            | 64 - 118              |
| NUCLEAR FIRE MEDIA (火核传媒)                               | Lưu Phong Lỗi (刘峰磊)             | 25   | N            | N            | 86       | 105      | 99       | 86                    | Đã bị loại            | Đã bị loại            | Đã bị loại            | Đã bị loại            | Đã bị loại            | Đã bị loại            | Đã bị loại            | Đã bị loại            | Đã bị loại            | Đã bị loại            | Đã bị loại            | 64 - 118              |
| Original Plan (原际画)                                      | Tôn Diệc Hàng (孙亦航)             | 23   | B            | A            | 5        | 7        | 88       | 7                     | 7                     | 8,477,428             | 4                     | 33                    | 3                     | 13,112,284            | 4                     | 7                     | 4,215,269             |                       |                       |                       |
| Original Plan (原际画)                                      | Dương Dương Dương (杨阳洋)         | 23   | N            | C            | 33       | 50       | 99       | 71                    | Đã bị loại            | Đã bị loại            | Đã bị loại            | Đã bị loại            | Đã bị loại            | Đã bị loại            | Đã bị loại            | Đã bị loại            | Đã bị loại            | Đã bị loại            | Đã bị loại            | 64 - 118              |
| Qin's Entertainment (坤音娱乐)                              | Lưu Hân (刘欣)                     | 23   | N            | B            | 52       | 78       | 51       | 94                    | 61                    | 902,540               | Đã bị loại            | Đã bị loại            | Đã bị loại            | Đã bị loại            | Đã bị loại            | Đã bị loại            | Đã bị loại            | Đã bị loại            | Đã bị loại            | 61                    |
| Qin's Entertainment (坤音娱乐)                              | Dương Đào (杨淘)                   | 27   | N            | N            | 45       | 57       | 88       | 76                    | Đã bị loại            | Đã bị loại            | Đã bị loại            | Đã bị loại            | Đã bị loại            | Đã bị loại            | Đã bị loại            | Đã bị loại            | Đã bị loại            | Đã bị loại            | Đã bị loại            | 64 - 118              |
| Qin's Entertainment (坤音娱乐)                              | Lân Nhất Minh (麟壹铭)             | 28   | C            | N            | 78       | 74       | 12       | 80                    | Đã bị loại            | Đã bị loại            | Đã bị loại            | Đã bị loại            | Đã bị loại            | Đã bị loại            | Đã bị loại            | Đã bị loại            | Đã bị loại            | Đã bị loại            | Đã bị loại            | 64 - 118              |
| Qin's Entertainment (坤音娱乐)                              | Phùng Trần Tư Nam (冯陈思楠)       | 24   | B            | B            | 82       | 75       | 54       | 89                    | 63                    | 844,862               | Đã bị loại            | Đã bị loại            | Đã bị loại            | Đã bị loại            | Đã bị loại            | Đã bị loại            | Đã bị loại            | Đã bị loại            | Đã bị loại            | 63                    |
| Qin's Entertainment (坤音娱乐)                              | Mã Tư Hàm (马思涵)                 | 30   | C            | C            | 64       | 73       | 10       | 78                    | Đã bị loại            | Đã bị loại            | Đã bị loại            | Đã bị loại            | Đã bị loại            | Đã bị loại            | Đã bị loại            | Đã bị loại            | Đã bị loại            | Đã bị loại            | Đã bị loại            | 64 - 118              |
| RE MEDIA (冉翼文化)                                         | Đặng Hiếu Từ (邓孝慈)              | 26   | N            | N            | 12       | 8        | 76       | 9                     | 9                     | 5,794,392             | 38                    | 36                    | 29                    | 4,938,338             | 11                    | 11                    | 3,586,144             |                       |                       |                       |
| R-Star (锐策娱乐)                                           | Khâu Đan Phong (邱丹枫)            | 24   | N            | C            | 16       | 22       | 109      | 23                    | 29                    | 1,908,941             | 37                    | 59                    | 35                    | 4,323,440             | 35                    | 33                    | Đã bị loại            | Đã bị loại            | Đã bị loại            | 33                    |
| SY MUSIC & ENTERTAINMENT Co., Ltd. (韶愔音乐娱乐)           | Trần Huyễn Hiếu (陈泫孝)           | 29   | N            | N            | 73       | 81       | 65       | 95                    | Đã bị loại            | Đã bị loại            | Đã bị loại            | Đã bị loại            | Đã bị loại            | Đã bị loại            | Đã bị loại            | Đã bị loại            | Đã bị loại            | Đã bị loại            | Đã bị loại            | 64 - 118              |
| SHENGSHIGUANGNIAN (盛世光年)                                | Dương Hạo Minh (杨昊铭)            | 25   | B            | B            | 21       | 26       | 53       | 27                    | 34                    | 1,801,582             | 36                    | 32                    | 28                    | 4,975,631             | 5                     | 19                    | 3,265,976             |                       |                       |                       |
| SHOWCITYTIMES (少城时代)                                    | Đường Gia Tề (唐嘉齐)              | 27   | B            | B            | 105      | 62       | 24       | 49                    | Đã bị loại            | Đã bị loại            | Đã bị loại            | Đã bị loại            | Đã bị loại            | Đã bị loại            | Đã bị loại            | Đã bị loại            | Đã bị loại            | Đã bị loại            | Đã bị loại            | 64 - 118              |
| SHOWCITYTIMES (少城时代)                                    | Bạch Đinh (白丁)                   | 24   | B            | N            | 70       | 40       | 71       | 32                    | 39                    | 1,535,907             | 48                    | 52                    | 48                    | Đã bị loại            | Đã bị loại            | Đã bị loại            | Đã bị loại            | Đã bị loại            | Đã bị loại            | 48                    |
| SHOWCITYTIMES (少城时代)                                    | Trần Tuấn Vũ (陈俊宇)              | 26   | B            | B            | 58       | 52       | 68       | 40                    | 53                    | 1,023,334             | 44                    | 45                    | 38                    | 3,534,955             | Đã bị loại            | Đã bị loại            | Đã bị loại            | Đã bị loại            | Đã bị loại            | 38                    |
| SHOWCITYTIMES (少城时代)                                    | Tuyên Hạo (宣淏)                   | 27   | C            | C            | 102      | 77       | 109      | 62                    | Đã bị loại            | Đã bị loại            | Đã bị loại            | Đã bị loại            | Đã bị loại            | Đã bị loại            | Đã bị loại            | Đã bị loại            | Đã bị loại            | Đã bị loại            | Đã bị loại            | 64 - 118              |
| SJ. (庶吉影视)                                              | Hứa Trác Luân (许卓伦)             | 24   | C            | C            | 77       | 61       | 21       | 50                    | 52                    | 1,027,740             | 53                    | 43                    | 53                    | Đã bị loại            | Đã bị loại            | Đã bị loại            | Đã bị loại            | Đã bị loại            | Đã bị loại            | 53                    |
| Beijing simply joy culture development Co., Ltd. (简单快乐) | Ngải Lực Trát Đề (艾力扎提)        | 22   | C            | C            | 54       | 47       | 5        | 55                    | 59                    | 940,993               | 35                    | 28                    | 43                    | Đã bị loại            | Đã bị loại            | Đã bị loại            | Đã bị loại            | Đã bị loại            | Đã bị loại            | 43                    |
| Beijing simply joy culture development Co., Ltd. (简单快乐) | Lý Viễn (李远)                     | 26   | N            | N            | 79       | 94       | 105      | 97                    | Đã bị loại            | Đã bị loại            | Đã bị loại            | Đã bị loại            | Đã bị loại            | Đã bị loại            | Đã bị loại            | Đã bị loại            | Đã bị loại            | Đã bị loại            | Đã bị loại            | 64 - 118              |
| Sony Music Labels Inc. (日本索尼音乐)                       | Hashimoto Yuta (桥本裕太)          | 30   | C            | B            | 53       | 43       | 68       | 42                    | 51                    | 1,038,409             | 27                    | 2                     | 22                    | 6,273,772             | 12                    | 26                    | Đã bị loại            | Đã bị loại            | Đã bị loại            | 26                    |
| Guang Pu Yu Le (光谱娱乐)                                   | Từ Tân (徐滨)                      | 24   | N            | N            | 81       | 64       | 80       | 92                    | Đã bị loại            | Đã bị loại            | Đã bị loại            | Đã bị loại            | Đã bị loại            | Đã bị loại            | Đã bị loại            | Đã bị loại            | Đã bị loại            | Đã bị loại            | Đã bị loại            | 64 - 118              |
| STAR MASTER (匠星娱乐)                                      | Hà Nhĩ Lực Quân (苛尔力钧)         | 29   | B            | B            | 87       | 93       | 42       | 36                    | 40                    | 1,357,317             | 46                    | 51                    | 46                    | Đã bị loại            | Đã bị loại            | Đã bị loại            | Đã bị loại            | Đã bị loại            | Đã bị loại            | 46                    |
| STAR MASTER (匠星娱乐)                                      | Mộc Sâm (木森)                     | 29   | C            | C            | 85       | 87       | 88       | 93                    | Đã bị loại            | Đã bị loại            | Đã bị loại            | Đã bị loại            | Đã bị loại            | Đã bị loại            | Đã bị loại            | Đã bị loại            | Đã bị loại            | Đã bị loại            | Đã bị loại            | 64 - 118              |
| STAR MASTER (匠星娱乐)                                      | Thời Thượng (时尚)                 | 26   | B            | B            | 111      | 106      | 109      | 103                   | Đã bị loại            | Đã bị loại            | Đã bị loại            | Đã bị loại            | Đã bị loại            | Đã bị loại            | Đã bị loại            | Đã bị loại            | Đã bị loại            | Đã bị loại            | Đã bị loại            | 64 - 118              |
| STAR MASTER (匠星娱乐)                                      | Triết Dã (哲野)                    | 29   | B            | B            | 100      | 108      | 8        | 90                    | Đã bị loại            | Đã bị loại            | Đã bị loại            | Đã bị loại            | Đã bị loại            | Đã bị loại            | Đã bị loại            | Đã bị loại            | Đã bị loại            | Đã bị loại            | Đã bị loại            | 64 - 118              |
| STF                                                         | Thái Phi Dương (蔡飞扬)            | 24   | C            | C            | 59       | 97       | 105      | 107                   | Đã bị loại            | Đã bị loại            | Đã bị loại            | Đã bị loại            | Đã bị loại            | Đã bị loại            | Đã bị loại            | Đã bị loại            | Đã bị loại            | Đã bị loại            | Đã bị loại            | 64 - 118              |
| STF                                                         | Hoàng Giám Hy (黄鉴曦)             | 26   | C            | C            | 69       | 99       | 113      | 110                   | Đã bị loại            | Đã bị loại            | Đã bị loại            | Đã bị loại            | Đã bị loại            | Đã bị loại            | Đã bị loại            | Đã bị loại            | Đã bị loại            | Đã bị loại            | Đã bị loại            | 64 - 118              |
| STF                                                         | Phương Chính (方政)                | 23   | C            | B            | 113      | 112      | 3        | 83                    | Đã bị loại            | Đã bị loại            | Đã bị loại            | Đã bị loại            | Đã bị loại            | Đã bị loại            | Đã bị loại            | Đã bị loại            | Đã bị loại            | Đã bị loại            | Đã bị loại            | 64 - 118              |
| STF                                                         | Vương Lâm Khải (王琳凯)            | 24   | C            | B            | 41       | 65       | 8        | 69                    | 60                    | 922,394               | 59                    | 47                    | 56                    | Đã bị loại            | Đã bị loại            | Đã bị loại            | Đã bị loại            | Đã bị loại            | Đã bị loại            | 56                    |
| STF                                                         | Dương Trí Tường (杨智翔)           | 25   | B            | A            | 117      | 90       | 18       | 91                    | Đã bị loại            | Đã bị loại            | Đã bị loại            | Đã bị loại            | Đã bị loại            | Đã bị loại            | Đã bị loại            | Đã bị loại            | Đã bị loại            | Đã bị loại            | Đã bị loại            | 64 - 118              |
| Super Idol (超级爱豆)                                       | Hoàng Hà (黄河)                    | 24   | C            | B            | 96       | 100      | 44       | 84                    | Đã bị loại            | Đã bị loại            | Đã bị loại            | Đã bị loại            | Đã bị loại            | Đã bị loại            | Đã bị loại            | Đã bị loại            | Đã bị loại            | Đã bị loại            | Đã bị loại            | 64 - 118              |
| Super Idol (超级爱豆)                                       | Lý Hạo Lâm (李昊霖)                | 25   | C            | B            | 92       | 111      | 50       | 87                    | Đã bị loại            | Đã bị loại            | Đã bị loại            | Đã bị loại            | Đã bị loại            | Đã bị loại            | Đã bị loại            | Đã bị loại            | Đã bị loại            | Đã bị loại            | Đã bị loại            | 64 - 118              |
| TAOXIUGUANGYING (淘秀光影)                                  | Ngưu Tại Tại (牛在在)              | 27   | N            | N            | 22       | 29       | 63       | 30                    | 42                    | 1,282,077             | 47                    | 35                    | 47                    | Đã bị loại            | Đã bị loại            | Đã bị loại            | Đã bị loại            | Đã bị loại            | Đã bị loại            | 47                    |
| HESONG ENTERTAINMENT                                        | Thập Thất (十七)                   | 23   | B            | C            | 14       | 10       | 31       | 10                    | 10                    | 5,784,055             | 25                    | 26                    | 15                    | 7,172,450             | 14                    | 9                     | 3,808,876             |                       |                       |                       |
| TIANMAXINGHE (天马星河)                                     | Đỗ Thiên Vũ (杜天宇)               | 22   | N            | C            | 61       | 46       | 76       | 29                    | 36                    | 1,689,609             | 21                    | 4                     | 26                    | 5,527,283             | 17                    | 13                    | 3,548,949             |                       |                       |                       |
| Times Fengjun Entertainment (时代峰峻)                      | Lý Tuấn Hào (李俊濠)               | 27   | C            | B            | 1        | 2        | 65       | 2                     | 4                     | 12,576,105            | 11                    | 43                    | 11                    | 8,486,765             | 24                    | 15                    | 3,385,002             |                       |                       |                       |
| Beijing Why Entertainment Co., Ltd. (未禾娱乐)              | Chung Trác Dung (钟卓融)           | 22   | C            | N            | 99       | 91       | 22       | 99                    | Đã bị loại            | Đã bị loại            | Đã bị loại            | Đã bị loại            | Đã bị loại            | Đã bị loại            | Đã bị loại            | Đã bị loại            | Đã bị loại            | Đã bị loại            | Đã bị loại            | 64 - 118              |
| YG ENTERTAINMENT BEIJING LIMITED (曜星文化)                 | Ức Hiên (亿轩)                     | 26   | C            | C            | 46       | 38       | 15       | 31                    | 30                    | 1,875,578             | 13                    | 21                    | 12                    | 8,428,171             | 21                    | 30                    | Đã bị loại            | Đã bị loại            | Đã bị loại            | 30                    |
| YG ENTERTAINMENT BEIJING LIMITED (曜星文化)                 | Trần Kim Hâm (陈金鑫)              | 26   | B            | B            | 76       | 86       | 65       | 102                   | Đã bị loại            | Đã bị loại            | Đã bị loại            | Đã bị loại            | Đã bị loại            | Đã bị loại            | Đã bị loại            | Đã bị loại            | Đã bị loại            | Đã bị loại            | Đã bị loại            | 64 - 118              |
| GAOYIBAI STUDIO (翼百影视文化)                              | Cao Nhất Bách (高一百)             | 28   | N            | N            | 19       | 32       | 109      | 54                    | Đã bị loại            | Đã bị loại            | Đã bị loại            | Đã bị loại            | Đã bị loại            | Đã bị loại            | Đã bị loại            | Đã bị loại            | Đã bị loại            | Đã bị loại            | Đã bị loại            | 64 - 118              |
| YC (一澄娱乐)                                               | Lương Hoằng Lập (梁弘立)           | 26   | N            | N            | 37       | 84       | 71       | 64                    | Đã bị loại            | Đã bị loại            | Đã bị loại            | Đã bị loại            | Đã bị loại            | Đã bị loại            | Đã bị loại            | Đã bị loại            | Đã bị loại            | Đã bị loại            | Đã bị loại            | 64 - 118              |
| TheYoung Entertainment (德漾娱乐)                           | Lương Sâm (梁森)                   | 27   | A            | B            | 6        | 3        | 30       | 3                     | 2                     | 13,748,557            | 7                     | 34                    | 8                     | 9,358,521             | 14                    | 14                    | 3,447,402             |                       |                       |                       |
| Beijing Youhug Media Co., Ltd. (耀客传媒)                   | La Nhất Châu (罗一舟)              | 25   | A            | A            | 48       | 19       | 27       | 16                    | 14                    | 3,766,773             | 2                     | 7                     | 2                     | 18,347,358            | 8                     | 2                     | 10,637,905            |                       |                       |                       |
| Beijing Youhug Media Co., Ltd. (耀客传媒)                   | Trần Kiến Vũ (陈建宇)              | 26   | C            | C            | 35       | 54       | 99       | 66                    | Đã bị loại            | Đã bị loại            | Đã bị loại            | Đã bị loại            | Đã bị loại            | Đã bị loại            | Đã bị loại            | Đã bị loại            | Đã bị loại            | Đã bị loại            | Đã bị loại            | 64 - 118              |
| Beijing Youhug Media Co., Ltd. (耀客传媒)                   | Tưởng Trí Hào (蒋智豪)             | 28   | C            | C            | 98       | 107      | 71       | 114                   | Đã bị loại            | Đã bị loại            | Đã bị loại            | Đã bị loại            | Đã bị loại            | Đã bị loại            | Đã bị loại            | Đã bị loại            | Đã bị loại            | Đã bị loại            | Đã bị loại            | 64 - 118              |
| Beijing Youhug Media Co., Ltd. (耀客传媒)                   | Khổng Tường Trì (孔祥池)           | 26   | C            | C            | 107      | 109      | 38       | 105                   | Đã bị loại            | Đã bị loại            | Đã bị loại            | Đã bị loại            | Đã bị loại            | Đã bị loại            | Đã bị loại            | Đã bị loại            | Đã bị loại            | Đã bị loại            | Đã bị loại            | 64 - 118              |
| YI HUA ENTERTAINMENT (壹华娱乐)                             | Đường Cửu Châu (唐九洲)            | 27   | N            | N            | 3        | 5        | 54       | 5                     | 5                     | 11,930,095            | 5                     | 18                    | 5                     | 11,129,769            | 9                     | 4                     | 5,318,850             |                       |                       |                       |
| YI HUA ENTERTAINMENT (壹华娱乐)                             | Lưu Kỳ (刘琦)                      | 28   | C            | C            | 97       | 76       | 45       | 52                    | Đã bị loại            | Đã bị loại            | Đã bị loại            | Đã bị loại            | Đã bị loại            | Đã bị loại            | Đã bị loại            | Đã bị loại            | Đã bị loại            | Đã bị loại            | Đã bị loại            | 64 - 118              |
| YI HUA ENTERTAINMENT (壹华娱乐)                             | Trương Cảnh Quân (张景昀)          | 23   | C            | C            | 51       | 68       | 34       | 70                    | Đã bị loại            | Đã bị loại            | Đã bị loại            | Đã bị loại            | Đã bị loại            | Đã bị loại            | Đã bị loại            | Đã bị loại            | Đã bị loại            | Đã bị loại            | Đã bị loại            | 64 - 118              |

### Top 9
Phân loại màu
| Xếp hạng | Tập 2                      | Tập 4                      | Tập 6                     | Tập 10                    | Tập 12                     | Tập                        | Tập 20                     | Tập 23 |
| -------- | -------------------------- | -------------------------- | ------------------------- | ------------------------- | -------------------------- | -------------------------- | -------------------------- | ------ |
| 1        | Lý Tuấn Hào (李俊濠)       | Dư Cảnh Thiên (余景天) ↑1  | Dư Cảnh Thiên (余景天) =  | Dư Cảnh Thiên (余景天) =  | Dư Cảnh Thiên (余景天) =   | Dư Cảnh Thiên (余景天) =   | Dư Cảnh Thiên (余景天) =   |        |
| 2        | Dư Cảnh Thiên (余景天)     | Lý Tuấn Hào (李俊濠) ↓1    | Lý Tuấn Hào (李俊濠) =    | Lương Sâm (梁森) ↑1       | La Nhất Châu (罗一舟) ↑12  | La Nhất Châu (罗一舟) =    | La Nhất Châu (罗一舟) =    |        |
| 3        | Đường Cửu Châu (唐九洲)    | Lương Sâm (梁森) ↑3        | Lương Sâm (梁森) =        | Liên Hoài Vỹ (连淮伟) ↑3  | Liên Hoài Vỹ (连淮伟) =    | Tôn Diệc Hàng (孙亦航) ↑1  | Liên Hoài Vỹ (连淮伟) ↑1   |        |
| 4        | Liên Hoài Vỹ (连淮伟)      | Ngụy Hồng Vũ (魏宏宇) ↑80  | Ngụy Hồng Vũ (魏宏宇) =   | Lý Tuấn Hào (李俊濠) ↓2   | Tôn Diệc Hàng (孙亦航) ↑3  | Liên Hoài Vỹ (连淮伟) ↓1   | Đường Cửu Châu (唐九洲) ↑1 |        |
| 5        | Tôn Diệc Hàng (孙亦航)     | Đường Cửu Châu (唐九洲) ↓2 | Đường Cửu Châu (唐九洲) = | Đường Cửu Châu (唐九洲) = | Đường Cửu Châu (唐九洲) =  | Đường Cửu Châu (唐九洲) =  | Tôn Oánh Hạo (孙滢皓) ↑1   |        |
| 6        | Lương Sâm (梁森)           | Liên Hoài Vỹ (连淮伟) ↓2   | Liên Hoài Vỹ (连淮伟) =   | Ngụy Hồng Vũ (魏宏宇) ↓2  | Tôn Oánh Hạo (孙滢皓) ↑5   | Tôn Oánh Hạo (孙滢皓) =    | Lưu Quan Hữu (刘冠佑) ↑7   |        |
| 7        | Lưu Tuyển (刘隽)           | Tôn Diệc Hàng (孙亦航) ↓2  | Tôn Diệc Hàng (孙亦航) =  | Tôn Diệc Hàng (孙亦航) =  | Lương Sâm (梁森) ↓5        | Đoàn Tinh Tinh (段星星) ↑3 | Tôn Diệc Hàng (孙亦航) ↓4  |        |
| 8        | Khương Kinh Tá (姜京佐)    | Đặng Hiếu Từ (邓孝慈) ↑4   | Lưu Tuyển (刘隽) ↑1       | Lưu Tuyển (刘隽) =        | Lưu Tuyển (刘隽) =         | Lương Sâm (梁森) ↓1        | Đoàn Tinh Tinh (段星星) ↓1 |        |
| 9        | Ngải Khắc Lý Lý (艾克里里) | Lưu Tuyển (刘隽) ↓2        | Đặng Hiếu Từ (邓孝慈) ↓1  | Đặng Hiếu Từ (邓孝慈) =   | Thường Hoa Sâm (常华森) ↑7 | Lưu Tuyển (刘隽) ↓1        | Thập Thất (十七) ↑6        |        |

### Biểu đồ loại bỏ
Phân loại màu
| Thực tập sinh Thanh Xuân Có Bạn 3 | Thực tập sinh Thanh Xuân Có Bạn 3 | Thực tập sinh Thanh Xuân Có Bạn 3 | Thực tập sinh Thanh Xuân Có Bạn 3 | Thực tập sinh Thanh Xuân Có Bạn 3 |
| --------------------------------- | --------------------------------- | --------------------------------- | --------------------------------- | --------------------------------- |
| La Nhất Châu (罗一舟)             | Liên Hoài Vỹ (连淮伟)             | Đường Cửu Châu (唐九洲)           | Tôn Oánh Hạo (孙滢皓)             | Lưu Quan Hữu (刘冠佑)             |
| Tôn Diệc Hàng (孙亦航)            | Đoàn Tinh Tinh (段星星)           | Đặng Hiếu Từ (邓孝慈)             | Lưu Tuyển (刘隽)                  | Thập Thất (十七)                  |
| Thường Hoa Sâm (常华森)           | Đỗ Thiên Vũ (杜天宇)              | Lương Sâm (梁森)                  | Lý Tuấn Hào (李俊濠)              | Từ Tân Trì (徐新驰)               |
| Từ Tử Vị (徐子未)                 | Hà Đức Thụy (何德瑞)              | Dương Hạo Minh (杨昊铭)           | Vương Nam Quân (王南钧)           | Dư Cảnh Thiên (余景天)            |
| Trần Dự Canh (陈誉庚)             | Khương Kinh Tá (姜京佐)           | Trương Tư Nguyên (张思源)         | Đặng Trạch Minh (邓泽鸣)          | Trần Tuấn Hào (陈俊豪)            |
| Hashimoto Yuta (桥本裕太)         | Uông Giai Thần (汪佳辰)           | Ngạn Hy (彦希)                    | Thảo Ngư (草鱼)                   | Ức Hiên (亿轩)                    |
| Tử Du (梓渝)                      | Hoàng Hoằng Minh (黄泓铭)         | Khâu Đan Phong (邱丹枫)           | Trịnh Tinh Nguyên (郑星源)        | Lý Khâm (李钦)                    |
| Bạch Lục (白陆)                   | Ngụy Hồng Vũ (魏宏宇)             | Trần Tuấn Vũ (陈俊宇)             | Cung Ngụy Tinh (龚毅星)           | Ngụy Tinh Thừa (魏星丞)           |
| Vạn Vũ Thần (万禹辰)              | Thôi Vân Phong (崔云峰)           | Ngải Lực Trát Đề (艾力扎提)       | Kha Nhĩ (柯尔)                    | Lưu Tuấn Hạo (刘俊昊)             |
| Hà Nhĩ Lực Quân (苛尔力钧)        | Ngư Tại Tại (牛在在)              | Bạch Đinh (白丁)                  | Vương Hạo Hiên (王浩轩)           | Ngải Khắc Lý Lý (艾克里里)        |
| A Dục (阿煜)                      | Trần Đỉnh Đỉnh (陈鼎鼎)           | Hứa Trác Luân (许卓伦)            | Chung Tuấn Nhất (钟骏一)          | Hàn Cạnh Đức (韩竞德)             |
| Vương Lâm Khải (王琳凯)           | Lê Minh Húc (黎明旭)              | Châu Tử Kiệt (周子杰)             | Triệu Cẩn Nghiêu (赵瑾尧)         | Hàn Thụy Trạch (韩瑞泽)           |
| Lưu Hân (刘欣)                    | Hùng Nghệ Văn (熊艺文)            | Phùng Trần Tư Nam (冯陈思楠)      | Thất Cáp (七哈)                   | Tiểu Hà (小河)                    |
| Đường Gia Tề (唐嘉齐)             | Lưu Kỳ (刘琦)                     | Thập Thất Quân (十七君)           | Cao Nhất Bách (高一百)            | Tạp Tư (卡斯)                     |
| Chung Phúc Lâm (钟福林)           | Tào Tử Tuấn (曹子俊)              | Tuyên Hạo (宣淏)                  | Lương Hoằng Lập (梁弘立)          | Trần Kiến Vũ (陈建宇)             |
| Trương Cảnh Quân (张景昀)         | Dương Dương Dương (杨阳洋)        | Ái Nhĩ Pháp Kim (爱尔法金)        | Lý Thiêm Dực (李添翼)             | Dương Đào (杨淘)                  |
| Mã Tư Hàm (马思涵)                | Phó Tuyết Nham (付雪岩)           | Lân Nhất Minh (麟壹铭)            | Ứng Thần Hy (应晨熙)              | Dư Diễn Long (余衍隆)             |
| Phương Chính (方政)               | Hoàng Hà (黄河)                   | Lưu Phong Lỗi (刘峰磊)            | Lý Hạo Lâm (李昊霖)               | Lý Thạc (李硕)                    |
| Triết Dã (哲野)                   | Dương Trí Tường (杨智翔)          | Từ Tân (徐滨)                     | Mộc Sâm (木森)                    | Trần Huyễn Hiếu (陈泫孝)          |
| Châu Tuấn Vũ (周峻宇)             | Lý Viễn (李远)                    | Dương Ước Hàn (杨约翰)            | Chung Trác Dung (钟卓融)          | Trương Suất Bác (张帅博)          |
| Hồ Hiên Hào (胡轩豪)              | Trần Kim Hâm (陈金鑫)             | Thì Thượng (时尚)                 | Bao Hàm (包涵)                    | Khổng Tường Trì (孔祥池)          |
| Dương Hạo Quân (杨皓钧)           | Thái Phi Dương (蔡飞扬)           | Võ Duyệt (武悦)                   | Trạm Triển (湛展)                 | Hoàng Giám Hy (黄鉴曦)            |
| Dương Bạc Ny (杨泊尼)             | Lý Thiên Kỳ (李天琪)              | Trần Tử Long (陈子龙)             | Tưởng Trí Hào (蒋智豪)            | Tào Vũ Tuyết (曹宇雪)             |
| Thì An (时安)                     | Lý Tử Thần (李子晨)               | Triệu Minh Hiên (赵明轩)          | Vương Tử Úc (王梓澳)              |                                   |

## Các tập trong chương trình

### Công chiếu (Ngày 17 tháng 2 năm 2021)
Các huấn luyện viên sẽ trình diễn sân khấu của họ. Màn trình diễn của họ được lặp lại trong tập 1.

### Tập 1 (Ngày 18 tháng 2 năm 2021)
Năm nay, chương trình bắt đầu bằng một buổi họp báo. Các thực tập sinh được yêu cầu tham gia một cuộc phỏng vấn cá nhân hoặc theo nhóm. Điều này tương tự như cách phân nhóm trong bài đánh giá sau đây, ngoại trừ một nhóm học viên đã được chọn làm lớp N mới (viết tắt của lớp người mới), trong đó mỗi học viên đã có hoặc ít hơn 3 tháng đào tạo. Có 30 đại diện truyền thông có mặt, những người phỏng vấn các thực tập sinh về quá khứ, sở thích và ý tưởng của họ về những gì một thần tượng nên đại diện. Một số thực tập sinh được chứng minh là rất hùng biện, trong khi những người khác run rẩy vì sợ hãi. Các thực tập sinh sau đó chuyển vào ký túc xá.
Ngày tiếp theo bắt đầu với màn biểu diễn trên sân khấu của các huấn luyện viên. Lisa biểu diễn hai bài nhảy, thứ nhất là "Lover" của Thái Từ Khôn và thứ hai "Intentions" của Justin Bieber. Lý Vinh Hạo biểu diễn bài hát "Selfie" của chính mình, Phan Vỹ Bá "Coming Home" của anh và Ngu Thư Hân ra mắt bài hát "Gwalla". Sau đó, Lý Vũ Xuân bước vào và giải thích quy tắc mới của năm nay: Tất cả các buổi trình diễn sẽ phải hát live. Mỗi học viên sẽ được xếp loại theo thành tích ban đầu với A, B, C hoặc N. A là viết tắt của xuất sắc, C là thông qua. N sẽ là lớp Người mới, nơi các thực tập sinh sẽ nhận được sự hỗ trợ thêm từ trợ giảng Ngu Thư Hân. Lisa sẽ xuất hiện qua video, trong khi Ngu Thư Hân sẽ không tham gia chấm điểm.Các buổi biểu diễn được chia thành các hạng mục khác nhau (ví dụ: bản gốc, cùng một bài hát, rap battle, v.v.) và luôn có hai hoặc nhiều màn trình diễn được so sánh trực tiếp.
Tập 1: Evaluation stage
| Ca khúc         | Ca sĩ gốc                     | Công ty                              | Tên               | Xếp lớp |
| --------------- | ----------------------------- | ------------------------------------ | ----------------- | ------- |
| 《Hot Hot Hot》 | ProducePandas                 | DMDF Entertainment (大美德丰)        | Thôi Vân Phong    | C       |
| 《Hot Hot Hot》 | ProducePandas                 | DMDF Entertainment (大美德丰)        | Trần Đỉnh Đỉnh    | C       |
| 《Hot Hot Hot》 | ProducePandas                 | DMDF Entertainment (大美德丰)        | Tạp Tư            | C       |
| 《Hot Hot Hot》 | ProducePandas                 | DMDF Entertainment (大美德丰)        | Thất Cáp          | C       |
| 《Hot Hot Hot》 | ProducePandas                 | DMDF Entertainment (大美德丰)        | Thập Thất Quân    | C       |
| 《Follow Me》   | Original Song                 | HKBX Entertainment                   | Hàn Thụy Trạch    | C       |
| 《Follow Me》   | Original Song                 | HKBX Entertainment                   | Lê Minh Húc       | C       |
| 《Follow Me》   | Original Song                 | HKBX Entertainment                   | Vạn Vũ Thần       | C       |
| 《Follow Me》   | Original Song                 | HKBX Entertainment                   | Trịnh Tinh Nguyên | B       |
| 《Follow Me》   | Original Song                 | HKBX Entertainment                   | Tử Du             | C       |
| 《Alive》       | Lin Mo/ Yu Muyang/ Mo Wenxuan | Original Plan Entertainment (原际画) | Tôn Diệc Hàng     | B       |
| 《Alive》       | Lin Mo/ Yu Muyang/ Mo Wenxuan | Original Plan Entertainment (原际画) | Dương Dương Dương | N       |
| 《Uranus》      | Tony                          | Astro Music (星宇愔乐)               | Dư Cảnh Thiên     | A       |

### Tập 2 (Ngày 20 tháng 2 năm2021)
Các giai đoạn đánh giá vẫn tiếp tục.
Tập 2: Evaluation stage
| Ca khúc                  | Ca sĩ gốc           | Công ty                                         | Tên              | Xếp lớp |
| ------------------------ | ------------------- | ----------------------------------------------- | ---------------- | ------- |
|                          |                     |                                                 |                  |         |
| 《Very look alike》      | Ryan.B              | Gramarie Entertainment (果然娱乐)               | Hồ Hiên Hào      | N       |
| 《Very look alike》      | Ryan.B              | Summerstar                                      | Tào Tử Tuấn      | N       |
| 《Very look alike》      | Ryan.B              | M+ Entertainment (木加互娱)                     | Trần Tuấn Hào    | N       |
| 《THANK U》              | IKELILI             | Huayi Hohan Film & Television                   | Ngải Khắc Lý Lý  | B       |
| 《Piano》                | Liam Yan            | RADiANT PiCTURES (光芒影业)                     | Ngạn Hy          | C       |
| 《Tom&Jerry》            | Hongyu Wei          | BF Entertainment (大脸娱乐)                     | Ngụy Hồng Vũ     | A       |
| 《Moonlight》            | Lil Milk            | Times Fengjun Entertainment                     | Lý Tuấn Hào      | C       |
| 《Moonlight》            | Lil Milk            | Banana Entertainment(香蕉娱乐)                  | Triệu Cẩn Nghiêu | N       |
| 《Moonlight》            | Lil Milk            | Young Entertainment                             | Lương Sâm        | A       |
| 《Excuse Me》            | D7 Boys             | NUCLEAR FIRE MEDIA                              | Lưu Phong Lỗi    | N       |
| 《Excuse Me》            | D7 Boys             | NUCLEAR FIRE MEDIA                              | Hùng Nghệ Văn    | B       |
| 《Excuse Me》            | D7 Boys             | NUCLEAR FIRE MEDIA                              | Trạm Triển       | C       |
| 《Monica》               | Leslie Cheung       | D·Wang Entertainment(大王娱乐)                  | Tào Vũ Tuyết     | C       |
| 《Monica》               | Leslie Cheung       | D·Wang Entertainment(大王娱乐)                  | Lý Thiên Kỳ      | B       |
| 《Monica》               | Leslie Cheung       | D·Wang Entertainment(大王娱乐)                  | Lý Tử Thần       | C       |
| 《Monica》               | Leslie Cheung       | D·Wang Entertainment(大王娱乐)                  | Triệu Minh Hiên  | C       |
| 《Chong Po》             | Mr. TyGer           | STAR MASTER                                     | Hà Nhĩ Lực Quân  | B       |
| 《Chong Po》             | Mr. TyGer           | STAR MASTER                                     | Mộc Sâm          | C       |
| 《Chong Po》             | Mr. TyGer           | STAR MASTER                                     | Thời Thượng      | B       |
| 《Chong Po》             | Mr. TyGer           | STAR MASTER                                     | Triết Dã         | B       |
| 《Tiger》                | Tiểu Quỷ            | B/G Entertainment (黑金计划)                    | Lý Khâm          | C       |
| 《Tiger》                | Tiểu Quỷ            | B/G Entertainment (黑金计划)                    | Lý Thạc          | C       |
| 《Tiger》                | Tiểu Quỷ            | B/G Entertainment (黑金计划)                    | Vương Nam Quân   | B       |
| 《Tiger》                | Tiểu Quỷ            | B/G Entertainment (黑金计划)                    | Ứng Thần Hy      | C       |
| 《Tiger》                | Tiểu Quỷ            | Beingjing Youhug Media Co. Ltd                  | Trần Kiến Vũ     | C       |
| 《Tiger》                | Tiểu Quỷ            | Beingjing Youhug Media Co. Ltd                  | Tưởng Trí Hào    | C       |
| 《Tiger》                | Tiểu Quỷ            | Beingjing Youhug Media Co. Ltd                  | Khổng Tường Trì  | C       |
| 《Tiger》                | Tiểu Quỷ            | Beingjing Youhug Media Co. Ltd                  | La Nhất Châu     | A       |
| 《Tiger》                | Tiểu Quỷ            | B.K Entertainment (彬稞娱乐)                    | Bạch Lục         | B       |
| 《Tiger》                | Tiểu Quỷ            | M - Nation                                      | Đoàn Tinh Tinh   | A       |
| 《Tiger》                | Tiểu Quỷ            | Fatang Culture (范堂文化)                       | Uông Giai Thần   | B       |
| 《Tiger》                | Tiểu Quỷ            | LaoyuVision                                     | Tôn Oánh Hạo     | A       |
| 《Chu Deng Chang》       | Allizati and Russel | Beijing simply joy culture development Co. Ltd. | Ngải Lực Trát Đề | C       |
| 《Chu Deng Chang》       | Allizati and Russel | Beijing simply joy culture development Co. Ltd. | Lý Viễn          | N       |
| 《Man in the mirror》    | River               | JS Entertainment                                | Tiểu Hà          | N       |
| 《ALL G THE WAY》        | G.G. Zhang Siyuan   | Beijing Chuyiin Culture Media Co. Ltd.          | Trương Tư Nguyên | B       |
| 《Wake Me Up》           | WD                  | HEDGEHOG BROTHERS (刺猬兄弟)                    | Vương Hạo Hiên   | C       |
| 《Light》                | Chen Li             | HeSong Entertainment                            | Thập Thất        | B       |
| 《Boy》                  | TREASURE            | YG Entertainment                                | Trần Kim Hâm     | B       |
| 《Boy》                  | TREASURE            | YG Entertainment                                | Ức Hiên          | C       |
| 《Let's Dance Together》 | Nine Percent        | Super Idol                                      | Hoàng Hà         | C       |
| 《Let's Dance Together》 | Nine Percent        | Super Idol                                      | Lý Hạo Lâm       | C       |
| 《Falling In Love》      | UNIQ                | Yihua Entertainment (壹华娱乐)                  | Lưu Kỳ           | C       |
| 《Falling In Love》      | UNIQ                | Yihua Entertainment (壹华娱乐)                  | Đường Cửu Châu   | N       |
| 《Falling In Love》      | UNIQ                | Yihua Entertainment (壹华娱乐)                  | Trương Cảnh Quân | C       |

### Tập 3 (Ngày 25 tháng 2 năm 2021)
Các giai đoạn đánh giá vẫn tiếp tục.
Tập 3: Evaluation stage
| Ca khúc                       | Ca sĩ gốc         | Công ty                                                   | Tên               | Xếp lớp |
| ----------------------------- | ----------------- | --------------------------------------------------------- | ----------------- | ------- |
|                               |                   |                                                           |                   |         |
| 《Star Diary》                | Nemo              | Firefly (萦火丛传媒)                                      | Từ Tân Trì        | N       |
| 《AI》                        | Z.TAO             | LT. ENTERTAINMENT (龙韬娱乐)                              | Chung Tuấn Nhất   | C       |
| 《Ridiculous》                | Dreamfish         | SHOWCITYTIMES (少城时代)                                  | Trần Tuấn Vũ      | B       |
| 《Ridiculous》                | Dreamfish         | SHOWCITYTIMES (少城时代)                                  | Bạch Đinh         | B       |
| 《Ridiculous》                | Dreamfish         | SHOWCITYTIMES (少城时代)                                  | Đường Gia Tề      | B       |
| 《Ridiculous》                | Dreamfish         | SHOWCITYTIMES (少城时代)                                  | Tuyên Hạo         | C       |
| 《Thorn》                     | BC21              | Qin's Entertainment (坤音娱乐)                            | Lưu Hân           | N       |
| 《Thorn》                     | BC21              | Qin's Entertainment (坤音娱乐)                            | Dương Đào         | N       |
| 《Thorn》                     | BC21              | Qin's Entertainment (坤音娱乐)                            | Lân Nhất Minh     | C       |
| 《Thorn》                     | BC21              | Qin's Entertainment (坤音娱乐)                            | Phùng Trần Tư Nam | B       |
| 《Thorn》                     | BC21              | Qin's Entertainment (坤音娱乐)                            | Mã Tư Hàm         | C       |
| 《Slow Cooling》              | Fish Leong        | SJ. (庶吉影视)                                            | Hứa Trác Luân     | C       |
| 《Slow Cooling》              | Fish Leong        | Beijing Why Entertainment Co., Ltd. (未禾娱乐)            | Chung Trác Dung   | C       |
| 《Slow Cooling》              | Fish Leong        | Original Stone Music (原石音乐)                           | Vũ Duyệt          | C       |
| 《Slow Cooling》              | Fish Leong        | Avex China (爱贝克思)                                     | Từ Tử Vị          | A       |
| 《Growing Up with Pressure》  | Lưu Tuyển         | Independent Trainee                                       | Lưu Tuyển         | A       |
| 《Best of Us》                | Best of Us        | CIWEN MEDIA (慈文影视)                                    | Đặng Trạch Minh   | B       |
| 《Love Story Wa Totsuzen Ni》 | Tokyo Love Story  | Sony Music Labels Inc. (日本索尼音乐)                     | Hashimoto Yuta    | C       |
| 《Back To Me》                | Dương Hạo Minh    | SHENGSHIGUANGNIAN (盛世光年)                              | Dương Hạo Minh    | B       |
| 《Football Gang》             | Lộc Hàm           | STF                                                       | Thái Phi Dương    | C       |
| 《Football Gang》             | Lộc Hàm           | STF                                                       | Hoàng Giám Hy     | C       |
| 《Football Gang》             | Lộc Hàm           | STF                                                       | Phương Chính      | C       |
| 《Football Gang》             | Lộc Hàm           | STF                                                       | Vương Lâm Khải    | C       |
| 《Football Gang》             | Lộc Hàm           | STF                                                       | Dương Trí Tường   | B       |
| 《MANTA》                     | Lexie             | LIANHUAIWEI STUDIO (连淮伟工作室)                         | Liên Hoài Vỹ      | C       |
| 《The Second I Got A Name》   | 5 Different Doors | HAOHAN Entertainment (浩瀚娱乐)                           | Thường Hoa Sâm    | N       |
| 《The Second I Got A Name》   | 5 Different Doors | HAOHAN Entertainment (浩瀚娱乐)                           | Lưu Quan Hữu      | B       |
| 《The Second I Got A Name》   | 5 Different Doors | HAOHAN Entertainment (浩瀚娱乐)                           | Lưu Tuấn Hạo      | N       |
| 《The Second I Got A Name》   | 5 Different Doors | HAOHAN Entertainment (浩瀚娱乐)                           | Lý Thiêm Dực      | N       |
| 《The Second I Got A Name》   | 5 Different Doors | HAOHAN Entertainment (浩瀚娱乐)                           | Trương Suất Bác   | N       |
| 《The Second I Got A Name》   | 5 Different Doors | HAOHAN Entertainment (浩瀚娱乐)                           | Bao Hàm           | N       |
| 《The Second I Got A Name》   | 5 Different Doors | Guang Pu Yu Le (光谱娱乐)                                 | Từ Tân            | N       |
| 《The Second I Got A Name》   | 5 Different Doors | RE MEDIA (冉翼文化)                                       | Đặng Hiếu Từ      | N       |
| 《The Second I Got A Name》   | 5 Different Doors | GAOYIBAI STUDIO (翼百影视文化)                            | Cao Nhất Bách     | N       |
| 《Gravitation》               | Uông Tô Lang      | TIANMAXINGHE (天马星河)                                   | Đỗ Thiên Vũ       | N       |
| 《It's You》                  | Ryan B.           | Independent Trainee                                       | Hoàng Hoằng Minh  | N       |
| 《It's You》                  | Ryan B.           | MANTRA PICTURES (工夫真言)                                | Thời An           | N       |
| 《It's You》                  | Ryan B.           | Beijing Lan Mei Tailor Made Production Culture (海西星生) | Hàn Cạnh Đức      | N       |
| 《It's You》                  | Ryan B.           | Thái Dương Xuyên Hòa (泰洋川禾)                           | Dương Hạo Quân    | N       |
| 《It's You》                  | Ryan B.           | TAOXIUGUANGYING (淘秀光影)                                | Ngưu Tại Tại      | N       |
| 《It's You》                  | Ryan B.           | YC (一澄娱乐)                                             | Lương Hoằng Lập   | N       |
| 《ChaCha of Love》            | Bao Shi Gem       | Chenfan Entertainment (宸帆娱乐)                          | Chung Phúc Lâm    | N       |
| 《To Youth》                  | Faye Wong         | JH Entertainment (瑾和娱乐)                               | A Dục             | C       |

### Tập 4 (Ngày 27 tháng 2 năm 2021)
Bài hát đánh giá vị trí được công bố. Một số hoạt động đầu tiên của Đánh giá vị trí bắt đầu.

## Công diễn

### Công diễn 1: Đánh giá vị trí
Phân loại màu
- Người thắng
- Nhóm trưởng
- Trung tâm
- Trưởng nhóm & Trung tâm
- Newbie 'N' Class[a]

| Vị trí | Ca khúc                                          | Ca sĩ gốc                   | Số phiếu nhóm | Tên               | Số phiếu cá nhân | Xếp hạng trong nhóm | Xếp hạng vị trí | Xếp hạng tổng |
| ------ | ------------------------------------------------ | --------------------------- | ------------- | ----------------- | ---------------- | ------------------- | --------------- | ------------- |
| Dance  | Tiểu bạch mã ánh dương cầu vòng (阳光彩虹小白马) | Đại Trương Vỹ               | 89            | Bạch Đinh         | 11               | 4                   | 17              | 50            |
| Dance  | Tiểu bạch mã ánh dương cầu vòng (阳光彩虹小白马) | Đại Trương Vỹ               | 89            | Thảo Ngư          | 16               | 3                   | 14              | 33            |
| Dance  | Tiểu bạch mã ánh dương cầu vòng (阳光彩虹小白马) | Đại Trương Vỹ               | 89            | Trần Đỉnh Đỉnh    | 7                | 5                   | 27              | 76            |
| Dance  | Tiểu bạch mã ánh dương cầu vòng (阳光彩虹小白马) | Đại Trương Vỹ               | 89            | Đoàn Tinh Tinh    | 0                | 9                   | 43              | 117           |
| Dance  | Tiểu bạch mã ánh dương cầu vòng (阳光彩虹小白马) | Đại Trương Vỹ               | 89            | Hoàng Giám Hi     | 1                | 8                   | 39              | 111           |
| Dance  | Tiểu bạch mã ánh dương cầu vòng (阳光彩虹小白马) | Đại Trương Vỹ               | 89            | Liên Hoài Vỹ      | 27               | 1                   | 5               | 15            |
| Dance  | Tiểu bạch mã ánh dương cầu vòng (阳光彩虹小白马) | Đại Trương Vỹ               | 89            | Lưu Quan Hữu      | 17               | 2                   | 12              | 30            |
| Dance  | Tiểu bạch mã ánh dương cầu vòng (阳光彩虹小白马) | Đại Trương Vỹ               | 89            | Thập Thất Quân    | 4                | 7                   | 31              | 92            |
| Dance  | Tiểu bạch mã ánh dương cầu vòng (阳光彩虹小白马) | Đại Trương Vỹ               | 89            | Tôn Diệc Hàng     | 6                | 6                   | 28              | 79            |
| Dance  | Kick It (英雄)                                   | NCT 127                     | 91            | Khổng Tường Trì   | 0                | 7                   | 43              | 117           |
| Dance  | Kick It (英雄)                                   | NCT 127                     | 91            | La Nhất Châu      | 37               | 1                   | 1               | 9             |
| Dance  | Kick It (英雄)                                   | NCT 127                     | 91            | Vạn Vũ Thần       | 3                | 4                   | 33              | 98            |
| Dance  | Kick It (英雄)                                   | NCT 127                     | 91            | Uông Giai Thần    | 3                | 4                   | 33              | 98            |
| Dance  | Kick It (英雄)                                   | NCT 127                     | 91            | Dư Cảnh Thiên     | 35               | 2                   | 2               | 11            |
| Dance  | Kick It (英雄)                                   | NCT 127                     | 91            | Trương Cảnh Quân  | 10               | 3                   | 21              | 59            |
| Dance  | Kick It (英雄)                                   | NCT 127                     | 91            | Chung Tuấn Nhất   | 3                | 4                   | 33              | 98            |
| Dance  | Sa vào nguy hiểm (悬溺)                          | Cát Đông Kỳ                 | 83            | Bạch Lục          | 6                | 5                   | 28              | 79            |
| Dance  | Sa vào nguy hiểm (悬溺)                          | Cát Đông Kỳ                 | 83            | Ngải Khắc Lý Lý   | 18               | 1                   | 10              | 26            |
| Dance  | Sa vào nguy hiểm (悬溺)                          | Cát Đông Kỳ                 | 83            | Mộc Sâm           | 6                | 5                   | 28              | 79            |
| Dance  | Sa vào nguy hiểm (悬溺)                          | Cát Đông Kỳ                 | 83            | Hùng Nghệ Văn     | 16               | 4                   | 14              | 33            |
| Dance  | Sa vào nguy hiểm (悬溺)                          | Cát Đông Kỳ                 | 83            | Tuyên Hạo         | 2                | 7                   | 37              | 105           |
| Dance  | Sa vào nguy hiểm (悬溺)                          | Cát Đông Kỳ                 | 83            | Ngạn Hy           | 17               | 3                   | 12              | 30            |
| Dance  | Sa vào nguy hiểm (悬溺)                          | Cát Đông Kỳ                 | 83            | Triệu Minh Hiên   | 18               | 1                   | 10              | 26            |
| Dance  | Giống loài mới (新物种)                          | Lý Vũ Xuân                  | 94            | Khương Kinh Tá    | 10               | 5                   | 21              | 59            |
| Dance  | Giống loài mới (新物种)                          | Lý Vũ Xuân                  | 94            | Lân Nhất Minh     | 11               | 3                   | 17              | 50            |
| Dance  | Giống loài mới (新物种)                          | Lý Vũ Xuân                  | 94            | Lưu Tuyển         | 32               | 1                   | 3               | 13            |
| Dance  | Giống loài mới (新物种)                          | Lý Vũ Xuân                  | 94            | Tôn Oánh Hạo      | 19               | 2                   | 9               | 24            |
| Dance  | Giống loài mới (新物种)                          | Lý Vũ Xuân                  | 94            | Vương Nam Quân    | 11               | 3                   | 17              | 50            |
| Dance  | Giống loài mới (新物种)                          | Lý Vũ Xuân                  | 94            | Ức Hiên           | 10               | 5                   | 21              | 59            |
| Dance  | Giống loài mới (新物种)                          | Lý Vũ Xuân                  | 94            | Ứng Thần Hy       | 1                | 7                   | 39              | 111           |
| Dance  | Không người hiểu được em (无人知晓的我)          | Hoàng Lệ Linh               | 90            | Tào Tử Tuấn       | 8                | 5                   | 26              | 67            |
| Dance  | Không người hiểu được em (无人知晓的我)          | Hoàng Lệ Linh               | 90            | Thường Hoa Sâm    | 31               | 1                   | 4               | 14            |
| Dance  | Không người hiểu được em (无人知晓的我)          | Hoàng Lệ Linh               | 90            | Đỗ Thiên Vũ       | 10               | 4                   | 21              | 59            |
| Dance  | Không người hiểu được em (无人知晓的我)          | Hoàng Lệ Linh               | 90            | Cung Nghị Tinh    | 4                | 6                   | 31              | 92            |
| Dance  | Không người hiểu được em (无人知晓的我)          | Hoàng Lệ Linh               | 90            | Lưu Hân           | 20               | 2                   | 7               | 21            |
| Dance  | Không người hiểu được em (无人知晓的我)          | Hoàng Lệ Linh               | 90            | Ngụy Tinh Thừa    | 16               | 3                   | 14              | 33            |
| Dance  | Không người hiểu được em (无人知晓的我)          | Hoàng Lệ Linh               | 90            | Dương Hạo Quân    | 1                | 7                   | 39              | 111           |
| Dance  | EN (嗯)                                          | Lý Vinh Hạo                 | 74            | Bao Hàm           | 1                | 7                   | 39              | 111           |
| Dance  | EN (嗯)                                          | Lý Vinh Hạo                 | 74            | Trần Dự Canh      | 27               | 1                   | 5               | 15            |
| Dance  | EN (嗯)                                          | Lý Vinh Hạo                 | 74            | Cao Nhất Bách     | 2                | 6                   | 37              | 105           |
| Dance  | EN (嗯)                                          | Lý Vinh Hạo                 | 74            | Hàn Cạnh Đức      | 11               | 3                   | 17              | 50            |
| Dance  | EN (嗯)                                          | Lý Vinh Hạo                 | 74            | Lý Viễn           | 3                | 5                   | 33              | 98            |
| Dance  | EN (嗯)                                          | Lý Vinh Hạo                 | 74            | Trương Suất Bác   | 20               | 2                   | 7               | 21            |
| Dance  | EN (嗯)                                          | Lý Vinh Hạo                 | 74            | Triệu Cẩn Nghiêu  | 10               | 4                   | 21              | 59            |
| Vocal  | Yêu, tồn tại (愛,存在)                           | Ngụy Kỳ Kỳ                  | 94            | Thái Phi Dương    | 3                | 6                   | 34              | 98            |
| Vocal  | Yêu, tồn tại (愛,存在)                           | Ngụy Kỳ Kỳ                  | 94            | Trần Kim Hâm      | 14               | 3                   | 12              | 39            |
| Vocal  | Yêu, tồn tại (愛,存在)                           | Ngụy Kỳ Kỳ                  | 94            | Thôi Vân Phong    | 40               | 1                   | 3               | 6             |
| Vocal  | Yêu, tồn tại (愛,存在)                           | Ngụy Kỳ Kỳ                  | 94            | Phùng Trần Tư Nam | 18               | 2                   | 8               | 26            |
| Vocal  | Yêu, tồn tại (愛,存在)                           | Ngụy Kỳ Kỳ                  | 94            | Hashimoto Yuta    | 12               | 4                   | 16              | 46            |
| Vocal  | Yêu, tồn tại (愛,存在)                           | Ngụy Kỳ Kỳ                  | 94            | Trịnh Tinh Nguyên | 7                | 5                   | 26              | 76            |
| Vocal  | Ngày ngày (天天)                                 | Đào Triết                   | 95            | Trần Tuấn Vũ      | 12               | 4                   | 16              | 46            |
| Vocal  | Ngày ngày (天天)                                 | Đào Triết                   | 95            | Lưu Kỳ            | 33               | 1                   | 5               | 12            |
| Vocal  | Ngày ngày (天天)                                 | Đào Triết                   | 95            | Thì Thượng        | 2                | 7                   | 37              | 105           |
| Vocal  | Ngày ngày (天天)                                 | Đào Triết                   | 95            | Ngụy Hồng Vũ      | 3                | 6                   | 34              | 98            |
| Vocal  | Ngày ngày (天天)                                 | Đào Triết                   | 95            | Dương Hạo Minh    | 19               | 2                   | 7               | 24            |
| Vocal  | Ngày ngày (天天)                                 | Đào Triết                   | 95            | Châu Tử Kiệt      | 11               | 5                   | 19              | 50            |
| Vocal  | Ngày ngày (天天)                                 | Đào Triết                   | 95            | Tử Du             | 15               | 3                   | 11              | 37            |
| Vocal  | Bướm đuôi yến (燕尾蝶)                           | Lương Tĩnh Như              | 97            | Đặng Trạch Minh   | 17               | 2                   | 10              | 30            |
| Vocal  | Bướm đuôi yến (燕尾蝶)                           | Lương Tĩnh Như              | 97            | Lý Thiên Kỳ       | 5                | 5                   | 29              | 84            |
| Vocal  | Bướm đuôi yến (燕尾蝶)                           | Lương Tĩnh Như              | 97            | Đường Gia Tề      | 2                | 6                   | 37              | 105           |
| Vocal  | Bướm đuôi yến (燕尾蝶)                           | Lương Tĩnh Như              | 97            | Hứa Trác Luân     | 7                | 4                   | 26              | 76            |
| Vocal  | Bướm đuôi yến (燕尾蝶)                           | Lương Tĩnh Như              | 97            | Từ Tử Vị          | 55               | 1                   | 1               | 1             |
| Vocal  | Bướm đuôi yến (燕尾蝶)                           | Lương Tĩnh Như              | 97            | Dư Diễn Long      | 11               | 3                   | 19              | 50            |
| Vocal  | Hãy để anh được ở bên em (让我留在你身边)        | Trần Dịch Tấn               | 97            | A Dục             | 10               | 5                   | 22              | 59            |
| Vocal  | Hãy để anh được ở bên em (让我留在你身边)        | Trần Dịch Tấn               | 97            | Phương Chính      | 38               | 1                   | 4               | 8             |
| Vocal  | Hãy để anh được ở bên em (让我留在你身边)        | Trần Dịch Tấn               | 97            | Lê Minh Húc       | 2                | 7                   | 37              | 105           |
| Vocal  | Hãy để anh được ở bên em (让我留在你身边)        | Trần Dịch Tấn               | 97            | Lý Khâm           | 12               | 4                   | 16              | 46            |
| Vocal  | Hãy để anh được ở bên em (让我留在你身边)        | Trần Dịch Tấn               | 97            | Mã Tư Hàm         | 13               | 3                   | 15              | 45            |
| Vocal  | Hãy để anh được ở bên em (让我留在你身边)        | Trần Dịch Tấn               | 97            | Thất Cáp          | 8                | 6                   | 24              | 67            |
| Vocal  | Hãy để anh được ở bên em (让我留在你身边)        | Trần Dịch Tấn               | 97            | Triết Dã          | 14               | 2                   | 12              | 39            |
| Vocal  | Mưa tình yêu (雨爱)                              | Dương Thừa Lâm              | 80            | Trần Huyễn Hiếu   | 14               | 2                   | 12              | 39            |
| Vocal  | Mưa tình yêu (雨爱)                              | Dương Thừa Lâm              | 80            | Trần Tử Long      | 8                | 5                   | 24              | 67            |
| Vocal  | Mưa tình yêu (雨爱)                              | Dương Thừa Lâm              | 80            | Đặng Hiếu Từ      | 10               | 4                   | 22              | 59            |
| Vocal  | Mưa tình yêu (雨爱)                              | Dương Thừa Lâm              | 80            | Hồ Hiên Hào       | 26               | 1                   | 6               | 17            |
| Vocal  | Mưa tình yêu (雨爱)                              | Dương Thừa Lâm              | 80            | Hoàng Hoằng Minh  | 5                | 7                   | 29              | 84            |
| Vocal  | Mưa tình yêu (雨爱)                              | Dương Thừa Lâm              | 80            | Lương Hoằng Lập   | 11               | 3                   | 19              | 50            |
| Vocal  | Mưa tình yêu (雨爱)                              | Dương Thừa Lâm              | 80            | Dương Đào         | 6                | 6                   | 28              | 79            |
| Vocal  | Lực hấp dẫn trái tim (心引力)                    | Thái Y Lâm, Vương Tuấn Khải | 85            | Hà Đức Thụy       | 48               | 1                   | 2               | 3             |
| Vocal  | Lực hấp dẫn trái tim (心引力)                    | Thái Y Lâm, Vương Tuấn Khải | 85            | Lý Thiêm Dực      | 5                | 3                   | 29              | 84            |
| Vocal  | Lực hấp dẫn trái tim (心引力)                    | Thái Y Lâm, Vương Tuấn Khải | 85            | Khâu Đan Phong    | 2                | 7                   | 37              | 105           |
| Vocal  | Lực hấp dẫn trái tim (心引力)                    | Thái Y Lâm, Vương Tuấn Khải | 85            | Đường Cửu Châu    | 18               | 2                   | 8               | 26            |
| Vocal  | Lực hấp dẫn trái tim (心引力)                    | Thái Y Lâm, Vương Tuấn Khải | 85            | Vương Tử Úc       | 5                | 3                   | 29              | 84            |
| Vocal  | Lực hấp dẫn trái tim (心引力)                    | Thái Y Lâm, Vương Tuấn Khải | 85            | Dương Dương Dương | 4                | 5                   | 33              | 92            |
| Vocal  | Lực hấp dẫn trái tim (心引力)                    | Thái Y Lâm, Vương Tuấn Khải | 85            | Châu Tuấn Vũ      | 3                | 6                   | 34              | 98            |
| Rap    | You Can't Beat Me (你打不過我吧)                 | Cân Phong Siêu Nhân         | 85            | Tào Vũ Tuyết      | 1                | 6                   | 33              | 111           |
| Rap    | You Can't Beat Me (你打不過我吧)                 | Cân Phong Siêu Nhân         | 85            | Phó Tuyết Nham    | 5                | 5                   | 26              | 84            |
| Rap    | You Can't Beat Me (你打不過我吧)                 | Cân Phong Siêu Nhân         | 85            | Hàn Thụy Trạch    | 6                | 4                   | 25              | 79            |
| Rap    | You Can't Beat Me (你打不過我吧)                 | Cân Phong Siêu Nhân         | 85            | Tạp Tư            | 12               | 3                   | 15              | 46            |
| Rap    | You Can't Beat Me (你打不過我吧)                 | Cân Phong Siêu Nhân         | 85            | Hà Nhĩ Lực Quân   | 47               | 1                   | 3               | 5             |
| Rap    | You Can't Beat Me (你打不過我吧)                 | Cân Phong Siêu Nhân         | 85            | Lý Tuấn Hào       | 14               | 2                   | 12              | 39            |
| Rap    | Không đáng (不值得)                              | Mộng Phi Thuyền             | 91            | Lương Sâm         | 24               | 2                   | 7               | 19            |
| Rap    | Không đáng (不值得)                              | Mộng Phi Thuyền             | 91            | Thập Thất         | 16               | 3                   | 10              | 33            |
| Rap    | Không đáng (不值得)                              | Mộng Phi Thuyền             | 91            | Vũ Duyệt          | 11               | 5                   | 16              | 50            |
| Rap    | Không đáng (不值得)                              | Mộng Phi Thuyền             | 91            | Dương Ước Hàn     | 14               | 4                   | 12              | 39            |
| Rap    | Không đáng (不值得)                              | Mộng Phi Thuyền             | 91            | Trương Tư Nguyên  | 26               | 1                   | 6               | 17            |
| Rap    | Dare To Say It (我敢说)                          | Original                    | 94            | Ngải Lực Trát Đề  | 20               | 2                   | 9               | 21            |
| Rap    | Dare To Say It (我敢说)                          | Original                    | 94            | Lý Tử Thần        | 8                | 4                   | 19              | 67            |
| Rap    | Dare To Say It (我敢说)                          | Original                    | 94            | Vương Hạo Hiên    | 39               | 1                   | 4               | 7             |
| Rap    | Dare To Say It (我敢说)                          | Original                    | 94            | Vương Lâm Khải    | 14               | 3                   | 12              | 39            |
| Rap    | Dare To Say It (我敢说)                          | Original                    | 94            | Dương Trí Tường   | 8                | 4                   | 19              | 67            |
| Rap    | Dare To Say It (我敢说)                          | Original                    | 94            | Chung Trác Dung   | 5                | 6                   | 26              | 84            |
| Rap    | Vô địch (无敌)                                   | Đặng Siêu                   | 89            | Trần Tuấn Vũ      | 4                | 6                   | 30              | 92            |
| Rap    | Vô địch (无敌)                                   | Đặng Siêu                   | 89            | Hoàng Hà          | 36               | 1                   | 5               | 10            |
| Rap    | Vô địch (无敌)                                   | Đặng Siêu                   | 89            | Tưởng Trí Hào     | 11               | 3                   | 16              | 50            |
| Rap    | Vô địch (无敌)                                   | Đặng Siêu                   | 89            | Lý Hạo Lâm        | 23               | 2                   | 8               | 20            |
| Rap    | Vô địch (无敌)                                   | Đặng Siêu                   | 89            | Lý Thạc           | 10               | 4                   | 18              | 59            |
| Rap    | Vô địch (无敌)                                   | Đặng Siêu                   | 89            | Trạm Triển        | 5                | 5                   | 26              | 84            |
| Rap    | Không thể không yêu (不得不爱)                   | Phan Vỹ Bá, Trương Huyền Tử | 83            | Ngưu Tại Tại      | 15               | 2                   | 11              | 37            |
| Rap    | Không thể không yêu (不得不爱)                   | Phan Vỹ Bá, Trương Huyền Tử | 83            | Thì An            | 4                | 5                   | 30              | 92            |
| Rap    | Không thể không yêu (不得不爱)                   | Phan Vỹ Bá, Trương Huyền Tử | 83            | Tiểu Hà           | 8                | 3                   | 19              | 67            |
| Rap    | Không thể không yêu (不得不爱)                   | Phan Vỹ Bá, Trương Huyền Tử | 83            | Từ Tân Trì        | 48               | 1                   | 2               | 3             |
| Rap    | Không thể không yêu (不得不爱)                   | Phan Vỹ Bá, Trương Huyền Tử | 83            | Dương Bạc Ny      | 0                | 6                   | 35              | 117           |
| Rap    | Không thể không yêu (不得不爱)                   | Phan Vỹ Bá, Trương Huyền Tử | 83            | Chung Phúc Lâm    | 8                | 3                   | 19              | 67            |
| Rap    | Yêu là hoài nghi (爱是怀疑)                      | Trần Dịch Tấn               | 76            | Ái Nhĩ Pháp Kim   | 5                | 4                   | 26              | 84            |
| Rap    | Yêu là hoài nghi (爱是怀疑)                      | Trần Dịch Tấn               | 76            | Trần Tuấn Hào     | 50               | 1                   | 1               | 2             |
| Rap    | Yêu là hoài nghi (爱是怀疑)                      | Trần Dịch Tấn               | 76            | Kha Nhĩ           | 1                | 6                   | 33              | 111           |
| Rap    | Yêu là hoài nghi (爱是怀疑)                      | Trần Dịch Tấn               | 76            | Lưu Phong Lỗi     | 4                | 5                   | 30              | 92            |
| Rap    | Yêu là hoài nghi (爱是怀疑)                      | Trần Dịch Tấn               | 76            | Lưu Tuấn Hạo      | 8                | 2                   | 19              | 67            |
| Rap    | Yêu là hoài nghi (爱是怀疑)                      | Trần Dịch Tấn               | 76            | Từ Tân            | 8                | 2                   | 19              | 67            |

| Xếp hạng Đánh giá vị trí (Dance) | Xếp hạng Đánh giá vị trí (Dance) | Xếp hạng Đánh giá vị trí (Dance) |
| -------------------------------- | -------------------------------- | -------------------------------- |
| Tên                              | Xếp hạng                         | Số phiếu                         |
| Lưu Tuyển                        | 1                                | 20032                            |
| Tôn Oánh Hạo                     | 2                                | 10019                            |
| Lân Nhất Minh                    | 3                                | 10011                            |
| Vương Nam Quân                   | 3                                | 10011                            |
| Tưởng Trí Hào                    | 5                                | 10010                            |
| Ức Hiên                          | 5                                | 10010                            |
| Ứng Thần Hi                      | 7                                | 10001                            |
| La Nhất Châu                     | 8                                | 3037                             |
| Dư Cảnh Thiên                    | 9                                | 3035                             |
| Trương Cảnh Quân                 | 10                               | 3010                             |
| Vạn Vũ Thần                      | 11                               | 3003                             |
| Uông Giai Thần                   | 11                               | 3003                             |
| Chung Tuấn Nhất                  | 11                               | 3003                             |
| Khổng Tường Trì                  | 14                               | 3000                             |
| Thường Hoa Sâm                   | 15                               | 31                               |
| Trần Dự Canh                     | 16                               | 27                               |
| Liên Hoài Vỹ                     | 16                               | 27                               |
| Lưu Hân                          | 18                               | 20                               |
| Trương Suất Bác                  | 18                               | 20                               |
| Ngải Khắc Lý Lý                  | 20                               | 18                               |
| Triệu Minh Hiên                  | 20                               | 18                               |
| Lưu Quan Hữu                     | 22                               | 17                               |
| Ngạn Hy                          | 22                               | 17                               |
| Thảo Ngư                         | 24                               | 16                               |
| Ngụy Tinh Thừa                   | 24                               | 16                               |
| Hùng Nghệ Văn                    | 24                               | 16                               |
| Bạch Đinh                        | 27                               | 11                               |
| Hàn Cạnh Đức                     | 27                               | 11                               |
| Đỗ Thiên Vũ                      | 29                               | 10                               |
| Triệu Cẩn Nghiêu                 | 29                               | 10                               |
| Tào Tử Tuấn                      | 31                               | 8                                |
| Trần Đỉnh Đỉnh                   | 32                               | 7                                |
| Bạch Lục                         | 33                               | 6                                |
| Mộc Sâm                          | 33                               | 6                                |
| Tôn Diệc Hàng                    | 33                               | 6                                |
| Cung Nghị Tinh                   | 36                               | 4                                |
| Thập Thất Quân                   | 36                               | 4                                |
| Lý Viễn                          | 38                               | 3                                |
| Cao Nhất Bách                    | 39                               | 2                                |
| Tuyên Hạo                        | 39                               | 2                                |
| Bao Hàm                          | 41                               | 1                                |
| Hoàng Giám Hy                    | 41                               | 1                                |
| Dương Hạo Quân                   | 41                               | 1                                |
| Đoàn Tinh Tinh                   | 44                               | 0                                |

| Xếp hạng Đánh giá vị trí (Vocal) | Xếp hạng Đánh giá vị trí (Vocal) | Xếp hạng Đánh giá vị trí (Vocal) |
| -------------------------------- | -------------------------------- | -------------------------------- |
| Tên                              | Xếp hạng                         | Số phiếu                         |
| Từ Tử Vị                         | 1                                | 20055                            |
| Phương Chính                     | 2                                | 20038                            |
| Đặng Trạch Minh                  | 3                                | 10017                            |
| Triết Dã                         | 4                                | 10014                            |
| Mã Tư Hàm                        | 5                                | 10013                            |
| Lý Khâm                          | 6                                | 10012                            |
| Dư Diễn Long                     | 7                                | 10011                            |
| A Dục                            | 8                                | 10010                            |
| Thất Cáp                         | 9                                | 10008                            |
| Hứa Trác Luân                    | 10                               | 10007                            |
| Lý Thiên Kỳ                      | 11                               | 10005                            |
| Lê Minh Húc                      | 12                               | 10002                            |
| Đường Gia Tề                     | 12                               | 10002                            |
| Hà Đức Thụy                      | 14                               | 48                               |
| Thôi Vân Phong                   | 15                               | 40                               |
| Lưu Kỳ                           | 16                               | 33                               |
| Hồ Hiên Hào                      | 17                               | 26                               |
| Dương Hạo Minh                   | 18                               | 19                               |
| Phùng Trần Tư Nam                | 19                               | 18                               |
| Đường Cửu Châu                   | 19                               | 18                               |
| Tử Du                            | 21                               | 15                               |
| Trần Kim Hâm                     | 22                               | 14                               |
| Trần Huyễn Hiếu                  | 22                               | 14                               |
| Trần Tuấn Vũ                     | 24                               | 12                               |
| Hashimoto Yuta                   | 24                               | 12                               |
| Lương Hoằng Lập                  | 26                               | 11                               |
| Châu Tử Kiệt                     | 26                               | 11                               |
| Đặng Hiếu Từ                     | 28                               | 10                               |
| Trần Tử Long                     | 29                               | 8                                |
| Trịnh Tinh Nguyên                | 30                               | 7                                |
| Dương Đào                        | 31                               | 6                                |
| Hoàng Hoằng Minh                 | 32                               | 5                                |
| Lý Thiêm Dực                     | 32                               | 5                                |
| Vương Tử Úc                      | 32                               | 5                                |
| Dương Dương Dương                | 35                               | 4                                |
| Thái Phi Dương                   | 36                               | 3                                |
| Ngụy Hồng Vũ                     | 36                               | 3                                |
| Châu Tuấn Vũ                     | 36                               | 3                                |
| Khâu Đan Phong                   | 39                               | 2                                |
| Thời Thượng                      | 39                               | 2                                |

| Xếp hạng Đánh giá vị trí (Rap) | Xếp hạng Đánh giá vị trí (Rap) | Xếp hạng Đánh giá vị trí (Rap) |
| ------------------------------ | ------------------------------ | ------------------------------ |
| Tên                            | Xếp hạng                       | Số phiếu                       |
| Vương Hạo Hiên                 | 1                              | 20039                          |
| Ngải Lực Trát Đề               | 2                              | 10020                          |
| Vương Lâm Khải                 | 3                              | 10014                          |
| Lý Tử Thần                     | 4                              | 10008                          |
| Dương Trí Tường                | 4                              | 10008                          |
| Chung Trác Dung                | 6                              | 10005                          |
| Trương Tư Nguyên               | 7                              | 3026                           |
| Lương Sâm                      | 8                              | 3024                           |
| Thập Thất                      | 9                              | 3016                           |
| Dương Ước Hàn                  | 10                             | 3014                           |
| Vũ Duyệt                       | 11                             | 3011                           |
| Trần Tuấn Hào                  | 12                             | 50                             |
| Từ Tân Trì                     | 13                             | 48                             |
| Hà Nhĩ Lực Quân                | 14                             | 47                             |
| Hoàng Hà                       | 15                             | 36                             |
| Lý Hạo Lâm                     | 16                             | 23                             |
| Ngưu Tại Tại                   | 17                             | 15                             |
| Lý Tuấn Hào                    | 18                             | 14                             |
| Tạp Tư                         | 19                             | 12                             |
| Tưởng Trí Hào                  | 20                             | 11                             |
| Lý Thạc                        | 21                             | 10                             |
| Lưu Tuấn Hạo                   | 22                             | 8                              |
| Tiểu Hà                        | 22                             | 8                              |
| Từ Tân                         | 22                             | 8                              |
| Chung Phúc Lâm                 | 22                             | 8                              |
| Hàn Thụy Trạch                 | 26                             | 6                              |
| Ái Nhĩ Pháp · Kim              | 27                             | 5                              |
| Phó Tuyết Nham                 | 27                             | 5                              |
| Trạm Triển                     | 27                             | 5                              |
| Trần Kiến Vũ                   | 30                             | 4                              |
| Lưu Phong Lỗi                  | 30                             | 4                              |
| Thời An                        | 30                             | 4                              |
| Tào Vũ Tuyết                   | 33                             | 1                              |
| Kha Nhĩ                        | 33                             | 1                              |
| Dương Bạc Ny                   | 35                             | 0                              |

| Xếp hạng Đánh giá vị trí | Xếp hạng Đánh giá vị trí | Xếp hạng Đánh giá vị trí |
| ------------------------ | ------------------------ | ------------------------ |
| Tên                      | Xếp hạng                 | Số phiếu                 |
| Từ Tử Vị                 | 1                        | 20055                    |
| Vương Hạo Hiên           | 2                        | 20039                    |
| Phương Chính             | 3                        | 20038                    |
| Lưu Tuyển                | 4                        | 20032                    |
| Ngải Lực Trát Đề         | 5                        | 10020                    |
| Tôn Oánh Hạo             | 6                        | 10019                    |
| Đặng Trạch Minh          | 7                        | 10017                    |
| Vương Lâm Khải           | 8                        | 10014                    |
| Triết Dã                 | 8                        | 10014                    |
| Mã Tư Hàm                | 10                       | 10013                    |
| Lý Khâm                  | 11                       | 10012                    |
| Lân Nhất Minh            | 12                       | 10011                    |
| Vương Nam Quân           | 12                       | 10011                    |
| Dư Diễn Long             | 12                       | 10011                    |
| A Dục                    | 15                       | 10010                    |
| Khương Kinh Tá           | 15                       | 10010                    |
| Ức Hiên                  | 15                       | 10010                    |
| Lý Tử Thần               | 18                       | 10008                    |
| Thất Cáp                 | 18                       | 10008                    |
| Dương Trí Tường          | 18                       | 10008                    |
| Hứa Trác Luân            | 21                       | 10007                    |
| Lý Thiên Kỳ              | 22                       | 10005                    |
| Chung Trác Dung          | 22                       | 10005                    |
| Lê Minh Húc              | 24                       | 10002                    |
| Đường Gia Tề             | 24                       | 10002                    |
| Ứng Thần Hy              | 26                       | 10001                    |
| La Nhất Châu             | 27                       | 3037                     |
| Dư Cảnh Thiên            | 28                       | 3035                     |
| Trương Tư Nguyên         | 29                       | 3026                     |
| Lương Sâm                | 30                       | 3024                     |
| Thập Thất                | 31                       | 3016                     |
| Dương Ước Hàn            | 32                       | 3014                     |
| Vũ Duyệt                 | 33                       | 3011                     |
| Trương Cảnh Quân         | 34                       | 3010                     |
| Vạn Vũ Thần              | 35                       | 3003                     |
| Uông Giai Thần           | 35                       | 3003                     |
| Chung Tuấn Nhất          | 35                       | 3003                     |
| Khổng Tường Trì          | 38                       | 3000                     |
| Trần Tuấn Hào            | 39                       | 50                       |
| Hà Đức Thụy              | 40                       | 48                       |
| Từ Tân Trì               | 40                       | 48                       |
| Hà Nhĩ Lực Quân          | 42                       | 47                       |
| Thôi Vân Phong           | 43                       | 40                       |
| Hoàng Hà                 | 44                       | 36                       |
| Lưu Kỳ                   | 45                       | 33                       |
| Thường Hoa Sâm           | 46                       | 31                       |
| Trần Dự Canh             | 47                       | 27                       |
| Liên Hoài Vỹ             | 47                       | 27                       |
| Hồ Hiên Hào              | 49                       | 26                       |
| Lý Hạo Lâm               | 50                       | 23                       |
| Lưu Hân                  | 51                       | 20                       |
| Trương Suất Bác          | 51                       | 20                       |
| Dương Hạo Minh           | 53                       | 19                       |
| Phùng Trần Tư Nam        | 54                       | 18                       |
| Ngải Khắc Lý Lý          | 54                       | 18                       |
| Đường Cửu Châu           | 54                       | 18                       |
| Triệu Minh Hiên          | 54                       | 18                       |
| Lưu Quan Hữu             | 58                       | 17                       |
| Ngạn Hy                  | 58                       | 17                       |
| Thảo Ngư                 | 60                       | 16                       |
| Ngụy Tinh Thừa           | 60                       | 16                       |
| Hùng Nghệ Văn            | 60                       | 16                       |
| Ngưu Tại Tại             | 63                       | 15                       |
| Tử Du                    | 63                       | 15                       |
| Trần Kim Hâm             | 65                       | 14                       |
| Trần Huyễn Hiếu          | 65                       | 14                       |
| Lý Tuấn Hào              | 65                       | 14                       |
| Trần Tuấn Vũ             | 68                       | 12                       |
| Tạp Tư                   | 68                       | 12                       |
| Hashimoto Yuta           | 68                       | 12                       |
| Bạch Đinh                | 71                       | 11                       |
| Hàn Cạnh Đức             | 71                       | 11                       |
| Tưởng Trí Hào            | 71                       | 11                       |
| Lương Hoằng Lập          | 71                       | 11                       |
| Châu Tử Kiệt             | 71                       | 11                       |
| Đặng Hiếu Từ             | 76                       | 10                       |
| Đỗ Thiên Vũ              | 76                       | 10                       |
| Lý Thạc                  | 76                       | 10                       |
| Triệu Cẩn Nghiêu         | 76                       | 10                       |
| Tào Tử Tuấn              | 80                       | 8                        |
| Trần Tử Long             | 80                       | 8                        |
| Lưu Tuấn Hạo             | 80                       | 8                        |
| Tiểu Hà                  | 80                       | 8                        |
| Từ Tân                   | 80                       | 8                        |
| Chung Phúc Lâm           | 80                       | 8                        |
| Trần Đỉnh Đỉnh           | 86                       | 7                        |
| Tịnh Tinh Nguyên         | 86                       | 7                        |
| Bạch Lục                 | 88                       | 6                        |
| Hàn Thụy Trạch           | 88                       | 6                        |
| Mộc Sâm                  | 88                       | 6                        |
| Tôn Diệc Hàng            | 88                       | 6                        |
| Dương Đào                | 88                       | 6                        |
| Ái Nhĩ Pháp • Kim        | 93                       | 5                        |
| Phó Tuyết Nham           | 93                       | 5                        |
| Hoàng Hoằng Minh         | 93                       | 5                        |
| Lý Thiêm Dực             | 93                       | 5                        |
| Vương Tử Úc              | 93                       | 5                        |
| Trạm Triển               | 93                       | 5                        |
| Trần Kiến Vũ             | 99                       | 4                        |
| Cung Nghị Tinh           | 99                       | 4                        |
| Lưu Phong Lỗi            | 99                       | 4                        |
| Thời An                  | 99                       | 4                        |
| Thật Thất Quân           | 99                       | 4                        |
| Dương Dương Dương        | 99                       | 4                        |
| Thái Phi Dương           | 105                      | 3                        |
| Lý Viễn                  | 105                      | 3                        |
| Ngụy Hồng Vũ             | 105                      | 3                        |
| Châu Tuấn vũ             | 105                      | 3                        |
| Cao Nhất Bách            | 109                      | 2                        |
| Khâu Đan Phong           | 109                      | 2                        |
| Thời Thượng              | 109                      | 2                        |
| Tuyên Hạo                | 109                      | 2                        |
| Bao Hàm                  | 113                      | 1                        |
| Tào Vũ Tuyết             | 113                      | 1                        |
| Hoàng Giám Hy            | 113                      | 1                        |
| Kha Nhĩ                  | 113                      | 1                        |
| Dương Hạo Quân           | 113                      | 1                        |
| Đoàn Tinh Tinh           | 118                      | 0                        |
| Dương Bạc Ny             | 118                      | 0                        |

### Công diễn 2: Giai đoạn biểu hiện
Phân loại màu
- Người thắng
- Leader
- Center

| Tuổi  | Ca khúc                                  | Ca sĩ gốc                                            | Tên               | Số phiếu nhóm | Xếp hạng nhóm theo tuổi | Xếp hạng tổng |
| ----- | ---------------------------------------- | ---------------------------------------------------- | ----------------- | ------------- | ----------------------- | ------------- |
| 18-19 | Never Get Low (别认怂)                   | Tiêu Kính Đằng, Phan Vỹ Bá, Mao Diễn Thất, Henry Lau | Ngải Lực Trát Đề  | 138           | 1                       | 6             |
| 18-19 | Never Get Low (别认怂)                   | Tiêu Kính Đằng, Phan Vỹ Bá, Mao Diễn Thất, Henry Lau | Bao Hàm           | 138           | 1                       | 6             |
| 18-19 | Never Get Low (别认怂)                   | Tiêu Kính Đằng, Phan Vỹ Bá, Mao Diễn Thất, Henry Lau | Đặng Trạch Minh   | 138           | 1                       | 6             |
| 18-19 | Never Get Low (别认怂)                   | Tiêu Kính Đằng, Phan Vỹ Bá, Mao Diễn Thất, Henry Lau | Phương Chính      | 138           | 1                       | 6             |
| 18-19 | Never Get Low (别认怂)                   | Tiêu Kính Đằng, Phan Vỹ Bá, Mao Diễn Thất, Henry Lau | Hàn Cạnh Đức      | 138           | 1                       | 6             |
| 18-19 | Never Get Low (别认怂)                   | Tiêu Kính Đằng, Phan Vỹ Bá, Mao Diễn Thất, Henry Lau | Lưu Hân           | 138           | 1                       | 6             |
| 18-19 | Never Get Low (别认怂)                   | Tiêu Kính Đằng, Phan Vỹ Bá, Mao Diễn Thất, Henry Lau | Thời An           | 138           | 1                       | 6             |
| 18-19 | Never Get Low (别认怂)                   | Tiêu Kính Đằng, Phan Vỹ Bá, Mao Diễn Thất, Henry Lau | Tôn Diệc Hàng     | 138           | 1                       | 6             |
| 18-19 | Never Get Low (别认怂)                   | Tiêu Kính Đằng, Phan Vỹ Bá, Mao Diễn Thất, Henry Lau | Từ Tân Trì        | 138           | 1                       | 6             |
| 18-19 | Never Get Low (别认怂)                   | Tiêu Kính Đằng, Phan Vỹ Bá, Mao Diễn Thất, Henry Lau | Dương Dương Dương | 138           | 1                       | 6             |
| 18-19 | Never Get Low (别认怂)                   | Tiêu Kính Đằng, Phan Vỹ Bá, Mao Diễn Thất, Henry Lau | Trương Suất Bác   | 138           | 1                       | 6             |
| 18-19 | If It Weren't You (如果不是你)           | Vưu Trường Tĩnh                                      | Tào Tử Tuấn       | 125           | 2                       | 8             |
| 18-19 | If It Weren't You (如果不是你)           | Vưu Trường Tĩnh                                      | Đỗ Thiên Vũ       | 125           | 2                       | 8             |
| 18-19 | If It Weren't You (如果不是你)           | Vưu Trường Tĩnh                                      | Lưu Quan Hữu      | 125           | 2                       | 8             |
| 18-19 | If It Weren't You (如果不是你)           | Vưu Trường Tĩnh                                      | Thập Thất         | 125           | 2                       | 8             |
| 18-19 | If It Weren't You (如果不是你)           | Vưu Trường Tĩnh                                      | Từ Tân            | 125           | 2                       | 8             |
| 18-19 | If It Weren't You (如果不是你)           | Vưu Trường Tĩnh                                      | Dương Hạo Quân    | 125           | 2                       | 8             |
| 18-19 | If It Weren't You (如果不是你)           | Vưu Trường Tĩnh                                      | Ứng Thần Hy       | 125           | 2                       | 8             |
| 18-19 | If It Weren't You (如果不是你)           | Vưu Trường Tĩnh                                      | Dư Cảnh Thiên     | 125           | 2                       | 8             |
| 18-19 | If It Weren't You (如果不是你)           | Vưu Trường Tĩnh                                      | Trương Cảnh Quân  | 125           | 2                       | 8             |
| 18-19 | If It Weren't You (如果不是你)           | Vưu Trường Tĩnh                                      | Chung Tuấn Nhất   | 125           | 2                       | 8             |
| 18-19 | If It Weren't You (如果不是你)           | Vưu Trường Tĩnh                                      | Tử Du             | 125           | 2                       | 8             |
| 20-22 | No Music No Life (无乐不作)              | Phạm Hữu Thần                                        | Phùng Trần Tư Nam | 148           | 2                       | 4             |
| 20-22 | No Music No Life (无乐不作)              | Phạm Hữu Thần                                        | Phó Tuyết Nham    | 148           | 2                       | 4             |
| 20-22 | No Music No Life (无乐不作)              | Phạm Hữu Thần                                        | Hàn Thụy Trạch    | 148           | 2                       | 4             |
| 20-22 | No Music No Life (无乐不作)              | Phạm Hữu Thần                                        | Khổng Tường Trì   | 148           | 2                       | 4             |
| 20-22 | No Music No Life (无乐不作)              | Phạm Hữu Thần                                        | La Nhất Châu      | 148           | 2                       | 4             |
| 20-22 | No Music No Life (无乐不作)              | Phạm Hữu Thần                                        | Khâu Đan Phong    | 148           | 2                       | 4             |
| 20-22 | No Music No Life (无乐不作)              | Phạm Hữu Thần                                        | Đường Cửu Châu    | 148           | 2                       | 4             |
| 20-22 | No Music No Life (无乐不作)              | Phạm Hữu Thần                                        | Uông Giai Thần    | 148           | 2                       | 4             |
| 20-22 | No Music No Life (无乐不作)              | Phạm Hữu Thần                                        | Vương Nam Quân    | 148           | 2                       | 4             |
| 20-22 | No Music No Life (无乐不作)              | Phạm Hữu Thần                                        | Ức Hiên           | 148           | 2                       | 4             |
| 20-22 | Feeling So Good (倍儿爽)                 | Đại Trương Vỹ                                        | Bạch Đinh         | 76            | 5                       | 11            |
| 20-22 | Feeling So Good (倍儿爽)                 | Đại Trương Vỹ                                        | Hoàng Hà          | 76            | 5                       | 11            |
| 20-22 | Feeling So Good (倍儿爽)                 | Đại Trương Vỹ                                        | Lý Hạo Lâm        | 76            | 5                       | 11            |
| 20-22 | Feeling So Good (倍儿爽)                 | Đại Trương Vỹ                                        | Vương Hạo Hiên    | 76            | 5                       | 11            |
| 20-22 | Feeling So Good (倍儿爽)                 | Đại Trương Vỹ                                        | Vương Lâm Khải    | 76            | 5                       | 11            |
| 20-22 | Feeling So Good (倍儿爽)                 | Đại Trương Vỹ                                        | Dương Trí Tường   | 76            | 5                       | 11            |
| 20-22 | Feeling So Good (倍儿爽)                 | Đại Trương Vỹ                                        | Dự Diễn Long      | 76            | 5                       | 11            |
| 20-22 | Feeling So Good (倍儿爽)                 | Đại Trương Vỹ                                        | Triệu Minh Hiên   | 76            | 5                       | 11            |
| 20-22 | Feeling So Good (倍儿爽)                 | Đại Trương Vỹ                                        | Chung Phúc Lâm    | 76            | 5                       | 11            |
| 20-22 | Letting Go (解脫)                        | Nicky Lee                                            | Trần Dự Canh      | 143           | 3                       | 5             |
| 20-22 | Letting Go (解脫)                        | Nicky Lee                                            | Đặng Hiếu Từ      | 143           | 3                       | 5             |
| 20-22 | Letting Go (解脫)                        | Nicky Lee                                            | Cung Nghị Tình    | 143           | 3                       | 5             |
| 20-22 | Letting Go (解脫)                        | Nicky Lee                                            | Hồ Hiên Hào       | 143           | 3                       | 5             |
| 20-22 | Letting Go (解脫)                        | Nicky Lee                                            | Hoàng Giám Hy     | 143           | 3                       | 5             |
| 20-22 | Letting Go (解脫)                        | Nicky Lee                                            | Lê Minh Húc       | 143           | 3                       | 5             |
| 20-22 | Letting Go (解脫)                        | Nicky Lee                                            | Lý Viễn           | 143           | 3                       | 5             |
| 20-22 | Letting Go (解脫)                        | Nicky Lee                                            | Liên Hoài Vỹ      | 143           | 3                       | 5             |
| 20-22 | Letting Go (解脫)                        | Nicky Lee                                            | Lương Hoằng Lập   | 143           | 3                       | 5             |
| 20-22 | Letting Go (解脫)                        | Nicky Lee                                            | Ngụy Tinh Thừa    | 143           | 3                       | 5             |
| 20-22 | Who is The Real MVP (誰是MVP)            | Phan Vỹ Bá                                           | Ái Nhĩ Pháp • Kim | 102           | 4                       | 10            |
| 20-22 | Who is The Real MVP (誰是MVP)            | Phan Vỹ Bá                                           | Trần Kim Hâm      | 102           | 4                       | 10            |
| 20-22 | Who is The Real MVP (誰是MVP)            | Phan Vỹ Bá                                           | Trần Tuấn Hào     | 102           | 4                       | 10            |
| 20-22 | Who is The Real MVP (誰是MVP)            | Phan Vỹ Bá                                           | Trần Tuấn Vũ      | 102           | 4                       | 10            |
| 20-22 | Who is The Real MVP (誰是MVP)            | Phan Vỹ Bá                                           | Tôn Oánh Hạo      | 102           | 4                       | 10            |
| 20-22 | Who is The Real MVP (誰是MVP)            | Phan Vỹ Bá                                           | Vạn Vũ Thần       | 102           | 4                       | 10            |
| 20-22 | Who is The Real MVP (誰是MVP)            | Phan Vỹ Bá                                           | Ngụy Hồng Vũ      | 102           | 4                       | 10            |
| 20-22 | Who is The Real MVP (誰是MVP)            | Phan Vỹ Bá                                           | Vũ Duyệt          | 102           | 4                       | 10            |
| 20-22 | Who is The Real MVP (誰是MVP)            | Phan Vỹ Bá                                           | Hứa Trác Luân     | 102           | 4                       | 10            |
| 20-22 | Who is The Real MVP (誰是MVP)            | Phan Vỹ Bá                                           | Dương Hạo Minh    | 102           | 4                       | 10            |
| 20-22 | Where Has The Time Gone (时间都去哪儿了) | Vương Tranh Lượng                                    | Thái Phi DƯơng    | 169           | 1                       | 1             |
| 20-22 | Where Has The Time Gone (时间都去哪儿了) | Vương Tranh Lượng                                    | Trần Kiến Vũ      | 169           | 1                       | 1             |
| 20-22 | Where Has The Time Gone (时间都去哪儿了) | Vương Tranh Lượng                                    | Thôi Vân Phong    | 169           | 1                       | 1             |
| 20-22 | Where Has The Time Gone (时间都去哪儿了) | Vương Tranh Lượng                                    | Lý Thiêm Dực      | 169           | 1                       | 1             |
| 20-22 | Where Has The Time Gone (时间都去哪儿了) | Vương Tranh Lượng                                    | Lý Tử Thần        | 169           | 1                       | 1             |
| 20-22 | Where Has The Time Gone (时间都去哪儿了) | Vương Tranh Lượng                                    | Lưu Phong Lỗi     | 169           | 1                       | 1             |
| 20-22 | Where Has The Time Gone (时间都去哪儿了) | Vương Tranh Lượng                                    | Lưu Tuấn Hạo      | 169           | 1                       | 1             |
| 20-22 | Where Has The Time Gone (时间都去哪儿了) | Vương Tranh Lượng                                    | Đường Gia Tề      | 169           | 1                       | 1             |
| 20-22 | Where Has The Time Gone (时间都去哪儿了) | Vương Tranh Lượng                                    | Dương Đào         | 169           | 1                       | 1             |
| 20-22 | Where Has The Time Gone (时间都去哪儿了) | Vương Tranh Lượng                                    | Triệu Cẩn Nghiêu  | 169           | 1                       | 1             |
| 20-22 | Where Has The Time Gone (时间都去哪儿了) | Vương Tranh Lượng                                    | Trịnh Tinh Nguyên | 169           | 1                       | 1             |
| 20-22 | Where Has The Time Gone (时间都去哪儿了) | Vương Tranh Lượng                                    | Châu Tuấn Vũ      | 169           | 1                       | 1             |
| 23-25 | Ximen Youth (西门少年)                   | Lý Vũ Xuân                                           | Bạch Lục          | 110           | 3                       | 9             |
| 23-25 | Ximen Youth (西门少年)                   | Lý Vũ Xuân                                           | Thường Hoa Sâm    | 110           | 3                       | 9             |
| 23-25 | Ximen Youth (西门少年)                   | Lý Vũ Xuân                                           | Cao Nhất Bách     | 110           | 3                       | 9             |
| 23-25 | Ximen Youth (西门少年)                   | Lý Vũ Xuân                                           | Kha Nhĩ           | 110           | 3                       | 9             |
| 23-25 | Ximen Youth (西门少年)                   | Lý Vũ Xuân                                           | Hà Nhĩ Lực Quân   | 110           | 3                       | 9             |
| 23-25 | Ximen Youth (西门少年)                   | Lý Vũ Xuân                                           | Lý Tuấn Hào       | 110           | 3                       | 9             |
| 23-25 | Ximen Youth (西门少年)                   | Lý Vũ Xuân                                           | Lý Khâm           | 110           | 3                       | 9             |
| 23-25 | Ximen Youth (西门少年)                   | Lý Vũ Xuân                                           | Lý Thiên Kỳ       | 110           | 3                       | 9             |
| 23-25 | Ximen Youth (西门少年)                   | Lý Vũ Xuân                                           | Mã Tư Hàm         | 110           | 3                       | 9             |
| 23-25 | Ximen Youth (西门少年)                   | Lý Vũ Xuân                                           | Ngưu Tại Tại      | 110           | 3                       | 9             |
| 23-25 | Ximen Youth (西门少年)                   | Lý Vũ Xuân                                           | Triết Dã          | 110           | 3                       | 9             |
| 23-25 | Ximen Youth (西门少年)                   | Lý Vũ Xuân                                           | Châu Tử Kiệt      | 110           | 3                       | 9             |
| 23-25 | The Weight of Life (成长之重量)          | Lý Vinh Hạo                                          | Trần Huyễn Hiếu   | 160           | 1                       | 2             |
| 23-25 | The Weight of Life (成长之重量)          | Lý Vinh Hạo                                          | Trần Tử Long      | 160           | 1                       | 2             |
| 23-25 | The Weight of Life (成长之重量)          | Lý Vinh Hạo                                          | Hà Đức Thụy       | 160           | 1                       | 2             |
| 23-25 | The Weight of Life (成长之重量)          | Lý Vinh Hạo                                          | Hoàng Hoằng Minh  | 160           | 1                       | 2             |
| 23-25 | The Weight of Life (成长之重量)          | Lý Vinh Hạo                                          | Khương Kinh Tá    | 160           | 1                       | 2             |
| 23-25 | The Weight of Life (成长之重量)          | Lý Vinh Hạo                                          | Lý Thạc           | 160           | 1                       | 2             |
| 23-25 | The Weight of Life (成长之重量)          | Lý Vinh Hạo                                          | Mộc Sâm           | 160           | 1                       | 2             |
| 23-25 | The Weight of Life (成长之重量)          | Lý Vinh Hạo                                          | Thất Cáp          | 160           | 1                       | 2             |
| 23-25 | The Weight of Life (成长之重量)          | Lý Vinh Hạo                                          | Tiểu Hà           | 160           | 1                       | 2             |
| 23-25 | The Weight of Life (成长之重量)          | Lý Vinh Hạo                                          | Từ Tử Vị          | 160           | 1                       | 2             |
| 23-25 | The Weight of Life (成长之重量)          | Lý Vinh Hạo                                          | Tuyên Hạo         | 160           | 1                       | 2             |
| 23-25 | The Weight of Life (成长之重量)          | Lý Vinh Hạo                                          | Ngạn Hy           | 160           | 1                       | 2             |
| 23-25 | Ngọc (玉)                                | Thái Nhất                                            | Tào Vũ Tuyết      | 149           | 2                       | 3             |
| 23-25 | Ngọc (玉)                                | Thái Nhất                                            | Đoàn Tinh Tinh    | 149           | 2                       | 3             |
| 23-25 | Ngọc (玉)                                | Thái Nhất                                            | Tưởng Trí Hào     | 149           | 2                       | 3             |
| 23-25 | Ngọc (玉)                                | Thái Nhất                                            | Lương Sâm         | 149           | 2                       | 3             |
| 23-25 | Ngọc (玉)                                | Thái Nhất                                            | Lân Nhất Minh     | 149           | 2                       | 3             |
| 23-25 | Ngọc (玉)                                | Thái Nhất                                            | Lưu Tuyển         | 149           | 2                       | 3             |
| 23-25 | Ngọc (玉)                                | Thái Nhất                                            | Lưu Kỳ            | 149           | 2                       | 3             |
| 23-25 | Ngọc (玉)                                | Thái Nhất                                            | Hùng Nghệ Văn     | 149           | 2                       | 3             |
| 23-25 | Ngọc (玉)                                | Thái Nhất                                            | Dương Ước Hàn     | 149           | 2                       | 3             |
| 23-25 | Ngọc (玉)                                | Thái Nhất                                            | Hashimoto Yuta    | 149           | 2                       | 3             |
| 23-25 | Ngọc (玉)                                | Thái Nhất                                            | Trạm Triển        | 149           | 2                       | 3             |
| 23-25 | Ngọc (玉)                                | Thái Nhất                                            | Chung Trác Dung   | 149           | 2                       | 3             |
| 26+   | Come Back (救赎)                         | Vương Lâm Khải                                       | A Dục             | 134           | 1                       | 7             |
| 26+   | Come Back (救赎)                         | Vương Lâm Khải                                       | Thảo Ngư          | 134           | 1                       | 7             |
| 26+   | Come Back (救赎)                         | Vương Lâm Khải                                       | Trần Đỉnh Đỉnh    | 134           | 1                       | 7             |
| 26+   | Come Back (救赎)                         | Vương Lâm Khải                                       | Ngải Khắc Lý Lý   | 134           | 1                       | 7             |
| 26+   | Come Back (救赎)                         | Vương Lâm Khải                                       | Tạp Tư            | 134           | 1                       | 7             |
| 26+   | Come Back (救赎)                         | Vương Lâm Khải                                       | Thập Thất Quân    | 134           | 1                       | 7             |
| 26+   | Come Back (救赎)                         | Vương Lâm Khải                                       | Thời Thượng       | 134           | 1                       | 7             |
| 26+   | Come Back (救赎)                         | Vương Lâm Khải                                       | Dương Bạc Ny      | 134           | 1                       | 7             |
| 26+   | Come Back (救赎)                         | Vương Lâm Khải                                       | Trương Tư Nguyên  | 134           | 1                       | 7             |

| Xếp hạng Sân khấu biểu hiện | Xếp hạng Sân khấu biểu hiện | Xếp hạng Sân khấu biểu hiện |
| --------------------------- | --------------------------- | --------------------------- |
| Tên                         | Xếp hạng                    | Số phiếu                    |
| Thái Phi Dương              | 1                           | 20169                       |
| Trần Kiến Vũ                | 1                           | 20169                       |
| Thôi Vân Phong              | 1                           | 20169                       |
| Lý Thiêm Dực                | 1                           | 20169                       |
| Lý Tử Thần                  | 1                           | 20169                       |
| Lưu Phong Lỗi               | 1                           | 20169                       |
| Lưu Tuấn Hạo                | 1                           | 20169                       |
| Đường Gia Tề                | 1                           | 20169                       |
| Dương Đào                   | 1                           | 20169                       |
| Triệu Cẩn Nghiên            | 1                           | 20169                       |
| Trịnh Tinh Nguyên           | 1                           | 20169                       |
| Châu Tuấn Vũ                | 1                           | 20169                       |
| Trần Huyễn Hiếu             | 13                          | 10160                       |
| Trần TỬ Long                | 13                          | 10160                       |
| Hàn Thụy Trạch              | 13                          | 10160                       |
| Hoàng Hoằng Minh            | 13                          | 10160                       |
| Khương Kinh Tá              | 13                          | 10160                       |
| Lý Thạc                     | 13                          | 10160                       |
| Mộc Sâm                     | 13                          | 10160                       |
| Thất Cáp                    | 13                          | 10160                       |
| Tiểu Hà                     | 13                          | 10160                       |
| Từ Tử Vị                    | 13                          | 10160                       |
| Tuyên Hạo                   | 13                          | 10160                       |
| Ngạn Hy                     | 13                          | 10160                       |
| Tào Vũ Tuyết                | 25                          | 5149                        |
| Đoàn Tinh Tinh              | 25                          | 5149                        |
| Tưởng Trí Hào               | 25                          | 5149                        |
| Lương Sâm                   | 25                          | 5149                        |
| Lân Nhất Minh               | 25                          | 5149                        |
| Lưu Tuyển                   | 25                          | 5149                        |
| Lưu Kỳ                      | 25                          | 5149                        |
| Hùng Nghệ Văn               | 25                          | 5149                        |
| Dương Ước Hàn               | 25                          | 5149                        |
| Hashimoto Yuta              | 25                          | 5149                        |
| Trạm Triển                  | 25                          | 5149                        |
| Chung Trác Dung             | 25                          | 5149                        |
| Phùng Trần Tư Nam           | 37                          | 148                         |
| Phó Tuyết Nham              | 37                          | 148                         |
| Hàn Thụy Trạch              | 37                          | 148                         |
| Khổng Tường Trì             | 37                          | 148                         |
| La Nhất Châu                | 37                          | 148                         |
| Khâu Đan Phong              | 37                          | 148                         |
| Đường Cửu Châu              | 37                          | 148                         |
| Uông Giai Thần              | 37                          | 148                         |
| Vương Nam Quân              | 37                          | 148                         |
| Ức Hiên                     | 37                          | 148                         |
| Trần Dự Canh                | 47                          | 143                         |
| Đặng Hiếu Từ                | 47                          | 143                         |
| Cung Nghị Tình              | 47                          | 143                         |
| Hồ Hiên Hào                 | 47                          | 143                         |
| Hoàng Giám Hy               | 47                          | 143                         |
| Lê Minh Húc                 | 47                          | 143                         |
| Lý Viễn                     | 47                          | 143                         |
| Liên Hoài Vỹ                | 47                          | 143                         |
| Lương Hoằng Lập             | 47                          | 143                         |
| Ngụy Tinh Thừa              | 47                          | 143                         |
| Ngải Lực Trát Đề            | 57                          | 138                         |
| Bao Hàm                     | 57                          | 138                         |
| Đặng Trạch Minh             | 57                          | 138                         |
| Phương Chính                | 57                          | 138                         |
| Hàn Cạnh Đức                | 57                          | 138                         |
| Lưu Hân                     | 57                          | 138                         |
| Thời An                     | 57                          | 138                         |
| Tôn Diệc Hàn                | 57                          | 138                         |
| Từ Tân Trì                  | 57                          | 138                         |
| Dương Dương Dương           | 57                          | 138                         |
| Trương Suất Bác             | 57                          | 138                         |
| A Dục                       | 68                          | 134                         |
| Thảo Ngư                    | 68                          | 134                         |
| Trần Đỉnh Đỉnh              | 68                          | 134                         |
| Ngải Khắc Lý Lý             | 68                          | 134                         |
| Tạp Tư                      | 68                          | 134                         |
| Thập Thất Quân              | 68                          | 134                         |
| Thời Thượng                 | 68                          | 134                         |
| Dương Bạc Ny                | 68                          | 134                         |
| Trương Tư Nguyên            | 68                          | 134                         |
| Tào Tử Tuấn                 | 77                          | 125                         |
| Đỗ THiên Vũ                 | 77                          | 125                         |
| Lưu Quan Hữu                | 77                          | 125                         |
| Thập Thất                   | 77                          | 125                         |
| Từ Tân                      | 77                          | 125                         |
| Dương Hạo QUân              | 77                          | 125                         |
| Ứng Thần Hy                 | 77                          | 125                         |
| Dư Cảnh Thiên               | 77                          | 125                         |
| Trương Cảnh Quân            | 77                          | 125                         |
| Chung Tuấn Nhất             | 77                          | 125                         |
| Tử Du                       | 77                          | 125                         |
| Bạch Lục                    | 88                          | 110                         |
| Thường Hoa Sâm              | 88                          | 110                         |
| Cao Nhất Bách               | 88                          | 110                         |
| Khả Nhĩ                     | 88                          | 110                         |
| Hà Nhĩ Lực QUân             | 88                          | 110                         |
| Lý Tuấn Hào                 | 88                          | 110                         |
| Lý Khâm                     | 88                          | 110                         |
| Lý Thiên Kỳ                 | 88                          | 110                         |
| Mã Tư Hàm                   | 88                          | 110                         |
| Ngưu Tại Tại                | 88                          | 110                         |
| Triết Dã                    | 88                          | 110                         |
| Châu Tử Kiệt                | 88                          | 110                         |
| Ái Nhĩ Tháp • Kim           | 100                         | 102                         |
| Trần Kim Hâm                | 100                         | 102                         |
| Trần Kiến Hào               | 100                         | 102                         |
| Trần Kiến Vũ                | 100                         | 102                         |
| Tôn Oánh Hạo                | 100                         | 102                         |
| Vạn Vũ Thần                 | 100                         | 102                         |
| Ngụy Hồng Vũ                | 100                         | 102                         |
| Vũ Duyệt                    | 100                         | 102                         |
| Hứa Trác Luân               | 100                         | 102                         |
| Dương Hạo Minh              | 100                         | 102                         |
| Bạch Đinh                   | 110                         | 76                          |
| Hoàng Hà                    | 110                         | 76                          |
| Lý Hạo Lâm                  | 110                         | 76                          |
| Vương Hạo Hiên              | 110                         | 76                          |
| Vương Lâm Khải              | 110                         | 76                          |
| Dương Trí Tường             | 110                         | 76                          |
| Dư Diễn Long                | 110                         | 76                          |
| Triệu Minh Hiên             | 110                         | 76                          |
| Chung Phúc Lâm              | 110                         | 76                          |

### Công diễn 3: Đấu nhóm
Phân loại màu
- Người thắng
- Nhóm trưởng
- Trung tâm

| Ca khúc        | Ca sĩ gốc      | Nhóm | Tên               | Vị trí                   | Số phiếu cá nhân | Số phiếu nhóm |                  | Đánh giá Studio   | Đánh giá Studio          | Đánh giá Studio         | Đánh giá Studio                                   |
| Ca khúc        | Ca sĩ gốc      | Nhóm | Tên               | Vị trí                   | Số phiếu cá nhân | Số phiếu nhóm | Nhóm             | Tên               | Phiếu từ Huấn luyện viên | Thực tập sinh giỏi nhất |                                                   |
| -------------- | -------------- | ---- | ----------------- | ------------------------ | ---------------- | ------------- | ---------------- | ----------------- | ------------------------ | ----------------------- | ------------------------------------------------- |
| OKAY           | Jackson Wang   | A    | Hà Đức Thụy       | Hát chính                | 20               | 251           |                  | A                 | Thảo Ngư                 | 4                       | Liên Hoài Vỹ                                      |
| OKAY           | Jackson Wang   | A    | Thập Thất         | Rap, hát phụ             | 12               | 251           | Lý Tuấn Hào      | A                 |                          | 4                       | Liên Hoài Vỹ                                      |
| OKAY           | Jackson Wang   | A    | Tôn Oánh Hạo      | Nhảy chính, hát phụ      | 97               | 251           | Tôn Diệc Hàng    | A                 |                          | 4                       | Liên Hoài Vỹ                                      |
| OKAY           | Jackson Wang   | A    | Ức Hiên           | Rap, hát phụ             | 29               | 251           | Ngạn Hy          | A                 |                          | 4                       | Liên Hoài Vỹ                                      |
| OKAY           | Jackson Wang   | A    | Dư Cảnh Thiên     | Rap, hát phụ             | 93               | 251           | Dương Hạo Minh   | A                 |                          | 4                       | Liên Hoài Vỹ                                      |
| OKAY           | Jackson Wang   | B    | Trần Tuấn Hào     | Rap, hát phụ             | 30               | 112           | B                | Ngải Lực Trát Đề  | 0                        |                         | Liên Hoài Vỹ                                      |
| OKAY           | Jackson Wang   | B    | Ngải Khắc Lý Lý   | Hát phụ                  | 8                | 112           | B                | Liên Hoài Vỹ      | 0                        |                         | Liên Hoài Vỹ                                      |
| OKAY           | Jackson Wang   | B    | Lương Sâm         | Nhảy chính, rap, hát phụ | 38               | 112           | B                | Uông Giai Thần    | 0                        |                         | Liên Hoài Vỹ                                      |
| OKAY           | Jackson Wang   | B    | Vạn Vũ Thần       | Hát chính                | 26               | 112           | B                | Hứa Trác Luân     | 0                        |                         | Liên Hoài Vỹ                                      |
| OKAY           | Jackson Wang   | B    | Vương Hạo Hiên    | Rap, hát phụ             | 10               | 112           | B                | Châu Tử Kiệt      | 0                        |                         | Liên Hoài Vỹ                                      |
| Stop Sugar     | Lương Căn Vinh | A    | Hà Nhĩ Lực Quân   | Rap, hát phụ             | 19               | 150           |                  | A                 | Bạch Lục                 | 0                       | Khương Kinh Tá                                    |
| Stop Sugar     | Lương Căn Vinh | A    | Lý Tuấn Hào       | Rap, hát phụ             | 23               | 150           | Trần Tuấn Vũ     | A                 |                          | 0                       | Khương Kinh Tá                                    |
| Stop Sugar     | Lương Căn Vinh | A    | Xu Zhuolun        | Hát chính                | 23               | 150           | Đặng Trạch Minh  | A                 |                          | 0                       | Khương Kinh Tá                                    |
| Stop Sugar     | Lương Căn Vinh | A    | Dương Hạo Minh    | Nhảy chính, hát phụ      | 63               | 150           | Tôn Oánh Hào     | A                 |                          | 0                       | Khương Kinh Tá                                    |
| Stop Sugar     | Lương Căn Vinh | A    | Châu Tử Kiệt      | Hát phụ                  | 22               | 150           | Chung Tuấn Nhất  | A                 |                          | 0                       | Khương Kinh Tá                                    |
| Stop Sugar     | Lương Căn Vinh | B    | Lý Khâm           | Rap, hát phụ             | 8                | 230           | B                | Thường Hoa Sâm    | 4                        |                         | Khương Kinh Tá                                    |
| Stop Sugar     | Lương Căn Vinh | B    | La Nhất Châu      | Hát chính                | 95               | 230           | B                | Thôi Vân Phong    | 4                        |                         | Khương Kinh Tá                                    |
| Stop Sugar     | Lương Căn Vinh | B    | Đường Cửu Châu    | Hát phụ                  | 46               | 230           | B                | Khương Kinh Tá    | 4                        |                         | Khương Kinh Tá                                    |
| Stop Sugar     | Lương Căn Vinh | B    | Uông Giai Thần    | Nhảy chính, hát phụ      | 29               | 230           | B                | Lê Minh Húc       | 4                        |                         | Khương Kinh Tá                                    |
| Stop Sugar     | Lương Căn Vinh | B    | Từ Tân Trì        | Rap, hát phụ             | 52               | 230           | B                | Khâu Đan Phong    | 4                        |                         | Khương Kinh Tá                                    |
| Stand (立)     | Phù Long Phi   | A    | Ngải Lực Trát Đề  | Rap                      | 11               | 204           |                  | A                 | A Dục                    | 4                       | Vương Hạo Hiên                                    |
| Stand (立)     | Phù Long Phi   | A    | Trần Dự Canh      | Rap                      | 36               | 204           | Bạch Đinh        | A                 |                          | 4                       | Vương Hạo Hiên                                    |
| Stand (立)     | Phù Long Phi   | A    | Đoàn Tinh Tinh    | Hát chính                | 64               | 204           | Lý Khâm          | A                 |                          | 4                       | Vương Hạo Hiên                                    |
| Stand (立)     | Phù Long Phi   | A    | Lưu Quan Hữu      | Nhảy chính, rap          | 70               | 204           | Vương Hạo Hiên   | A                 |                          | 4                       | Vương Hạo Hiên                                    |
| Stand (立)     | Phù Long Phi   | A    | Ngụy Tinh Thừa    | Rap                      | 23               | 204           | Ngụy Hồng Vũ     | A                 |                          | 4                       | Vương Hạo Hiên                                    |
| Stand (立)     | Phù Long Phi   | B    | Trần Đỉnh Đỉnh    | Hát chính                | 21               | 154           | B                | Đặng Hiếu Từ      | 0                        |                         | Vương Hạo Hiên                                    |
| Stand (立)     | Phù Long Phi   | B    | Khả Nhĩ           | Rap                      | 20               | 154           | B                | Hàn Thụy Trạch    | 0                        |                         | Vương Hạo Hiên                                    |
| Stand (立)     | Phù Long Phi   | B    | Triệu Cẩn Nghiêu  | Rap                      | 17               | 154           | B                | Hoàng Hoằng Minh  | 0                        |                         | Vương Hạo Hiên                                    |
| Stand (立)     | Phù Long Phi   | B    | Trịnh Tinh Nguyên | Nhảy chính, rap          | 29               | 154           | B                | Khả Nhĩ           | 0                        |                         | Vương Hạo Hiên                                    |
| Stand (立)     | Phù Long Phi   | B    | Tử Du             | Rap                      | 67               | 154           | B                | Lưu Tuấn Hạo      | 0                        |                         | Vương Hạo Hiên                                    |
| Lén lút (偷偷) | Thái Hạc Phong | A    | A Dục             | Hát phụ                  | 12               | 87            |                  | A                 | Trần Đỉnh Đỉnh           | 1                       | Lưu Tuyển Trần Tuấn Hào Hà Nhĩ Lực Quân Lương Sâm |
| Lén lút (偷偷) | Thái Hạc Phong | A    | Bạch Đinh         | Hát phụ                  | 18               | 87            | Lưu Tuyển        | A                 |                          | 1                       | Lưu Tuyển Trần Tuấn Hào Hà Nhĩ Lực Quân Lương Sâm |
| Lén lút (偷偷) | Thái Hạc Phong | A    | Trần Tuấn Vũ      | Hát chính                | 22               | 87            | Ngưu Tại Tại     | A                 |                          | 1                       | Lưu Tuyển Trần Tuấn Hào Hà Nhĩ Lực Quân Lương Sâm |
| Lén lút (偷偷) | Thái Hạc Phong | A    | Vương Lâm Khải    | Rap                      | 21               | 87            | Vương Nam Quân   | A                 |                          | 1                       | Lưu Tuyển Trần Tuấn Hào Hà Nhĩ Lực Quân Lương Sâm |
| Lén lút (偷偷) | Thái Hạc Phong | A    | Ngụy Hồng Vũ      | Rap                      | 14               | 87            | Từ Tân Trì       | A                 |                          | 1                       | Lưu Tuyển Trần Tuấn Hào Hà Nhĩ Lực Quân Lương Sâm |
| Lén lút (偷偷) | Thái Hạc Phong | B    | Đặng Trạch Minh   | Hát phụ                  | 40               | 271           | B                | Trần Tuấn Hào     | 3                        |                         | Lưu Tuyển Trần Tuấn Hào Hà Nhĩ Lực Quân Lương Sâm |
| Lén lút (偷偷) | Thái Hạc Phong | B    | Đỗ Thiên Vũ       | Rap                      | 23               | 271           | B                | Hà Nhĩ Lực Quân   | 3                        |                         | Lưu Tuyển Trần Tuấn Hào Hà Nhĩ Lực Quân Lương Sâm |
| Lén lút (偷偷) | Thái Hạc Phong | B    | Lưu Tuấn Hạo      | Rap                      | 18               | 271           | B                | Lương Sâm         | 3                        |                         | Lưu Tuyển Trần Tuấn Hào Hà Nhĩ Lực Quân Lương Sâm |
| Lén lút (偷偷) | Thái Hạc Phong | B    | Từ Tử Vị          | Hát chính                | 128              | 271           | B                | Trương Tư Nguyên  | 3                        |                         | Lưu Tuyển Trần Tuấn Hào Hà Nhĩ Lực Quân Lương Sâm |
| Lén lút (偷偷) | Thái Hạc Phong | B    | Hashimoto Yuta    | Hát phụ                  | 62               | 271           | B                | Trịnh Tinh Nguyên | 3                        |                         | Lưu Tuyển Trần Tuấn Hào Hà Nhĩ Lực Quân Lương Sâm |
| History        | EXO            | A    | Thảo Ngư          | Rap, hát phụ             | 26               | 134           |                  | A                 | Trần Dự Canh             | 4                       | Triệu Cẩn Nghiêu                                  |
| History        | EXO            | A    | Cung Nghị Tinh    | Hát chính                | 20               | 134           | La Nhất Châu     | A                 |                          | 4                       | Triệu Cẩn Nghiêu                                  |
| History        | EXO            | A    | Hàn Cạnh Đức      | Rap, hát phụ             | 32               | 134           | Vương Lâm Khải   | A                 |                          | 4                       | Triệu Cẩn Nghiêu                                  |
| History        | EXO            | A    | Tôn Diệc Hàng     | Nhảy chính, hát phụ      | 43               | 134           | Ức Hiên          | A                 |                          | 4                       | Triệu Cẩn Nghiêu                                  |
| History        | EXO            | A    | Trương Tư Nguyên  | Hát phụ                  | 13               | 134           | Triệu Cẩn Nghiêu | A                 |                          | 4                       | Triệu Cẩn Nghiêu                                  |
| History        | EXO            | B    | Thôi Vân Phong    | Hát chính                | 47               | 223           | B                | Hà Đức Thụy       | 0                        |                         | Triệu Cẩn Nghiêu                                  |
| History        | EXO            | B    | Khương Kinh Tá    | Rap, hát phụ             | 62               | 223           | B                | Thập Thất         | 0                        |                         | Triệu Cẩn Nghiêu                                  |
| History        | EXO            | B    | Lưu Tuyển         | Nhảy chính, hát phụ      | 59               | 223           | B                | Vạn Vũ Thần       | 0                        |                         | Triệu Cẩn Nghiêu                                  |
| History        | EXO            | B    | Vương Nam Quân    | Hát phụ                  | 47               | 223           | B                | Dư Cảnh Thiên     | 0                        |                         | Triệu Cẩn Nghiêu                                  |
| History        | EXO            | B    | Chung Tuấn Nhất   | Rap, hát phụ             | 8                | 223           | B                | Tử Du             | 0                        |                         | Triệu Cẩn Nghiêu                                  |
| Cinderella     | CNBLUE         | A    | Bạch Lục          | Nhảy chính, rap, hát phụ | 19               | 208           |                  | A                 | Ngải Khắc Lý Lý          | 2                       | Lưu Quan Hữu                                      |
| Cinderella     | CNBLUE         | A    | Thường Hoa Sâm    | Hát phụ                  | 48               | 208           | Lưu Quan Hữu     | A                 |                          | 2                       | Lưu Quan Hữu                                      |
| Cinderella     | CNBLUE         | A    | Lê Minh Húc       | Hát phụ                  | 12               | 208           | Đường Cửu Châu   | A                 |                          | 2                       | Lưu Quan Hữu                                      |
| Cinderella     | CNBLUE         | A    | Liên Hoài Vỹ      | Rap, hát phụ             | 95               | 208           | Từ Tử Vị         | A                 |                          | 2                       | Lưu Quan Hữu                                      |
| Cinderella     | CNBLUE         | A    | Ngạn Hy           | Hát chính                | 34               | 208           | Hashimoto Yuta   | A                 |                          | 2                       | Lưu Quan Hữu                                      |
| Cinderella     | CNBLUE         | B    | Đặng Hiếu Từ      | Rap, hát phụ             | 34               | 115           | B                | Đỗ Thiên Vũ       | 2                        |                         | Lưu Quan Hữu                                      |
| Cinderella     | CNBLUE         | B    | Hàn Thụy Trạch    | Nhảy chính, rap, hát phụ | 6                | 115           | B                | Đoàn Tinh TInh    | 2                        |                         | Lưu Quan Hữu                                      |
| Cinderella     | CNBLUE         | B    | Hoàng Hoằng Minh  | Hát chính                | 32               | 115           | B                | Cung Nghị Tình    | 2                        |                         | Lưu Quan Hữu                                      |
| Cinderella     | CNBLUE         | B    | Ngưu Tại Tại      | Hát phụ                  | 37               | 115           | B                | Hàn Cạnh Đức      | 2                        |                         | Lưu Quan Hữu                                      |
| Cinderella     | CNBLUE         | B    | Khâu Đan Phong    | Hát phụ                  | 6                | 115           | B                | Ngụy Tinh Thừa    | 2                        |                         | Lưu Quan Hữu                                      |

| Xếp hạng Đấu nhóm | Xếp hạng Đấu nhóm | Xếp hạng Đấu nhóm |
| ----------------- | ----------------- | ----------------- |
| Tên               | Xếp hạng          | Số phiếu          |
| Từ Tử Vị          | 1                 | 80128             |
| Hashimoto Yuta    | 2                 | 80062             |
| Đặng Trạch Minh   | 3                 | 80040             |
| Đỗ Thiên Vũ       | 4                 | 80023             |
| Lưu Tuấn Hạo      | 5                 | 80018             |
| Tôn Diệc Hàng     | 6                 | 30097             |
| Liên Hoài Vỹ      | 7                 | 30095             |
| La Nhất Châu      | 7                 | 30095             |
| Dư Cảnh Thiên     | 9                 | 30093             |
| Lưu Quan Hữu      | 10                | 30070             |
| Đoàn Tinh TInh    | 11                | 30064             |
| Khương Kinh Tá    | 12                | 30062             |
| Lưu Tuyển         | 13                | 30059             |
| Từ Tân Trì        | 14                | 30052             |
| Thường Hoa Sâm    | 15                | 30048             |
| Thôi Vân Phong    | 16                | 30047             |
| Vương Nam Quân    | 16                | 30047             |
| Đường Cửu Châu    | 18                | 30046             |
| Trần Dự Canh      | 19                | 30036             |
| Ngạn Hy           | 20                | 30034             |
| Uông Giai Thần    | 21                | 30029             |
| Ức Hiên           | 21                | 30029             |
| Ngụy Tinh Thừa    | 23                | 30023             |
| Hà Đức Thụy       | 24                | 30020             |
| Bạch Lục          | 25                | 30019             |
| Lê Minh Húc       | 26                | 30012             |
| Thập Thất         | 26                | 30012             |
| Ngải Lực Trát Đề  | 28                | 30011             |
| Lý Khâm           | 29                | 30008             |
| Chung Tuấn Nhất   | 29                | 30008             |
| Tử Du             | 31                | 67                |
| Dương Hạo Minh    | 32                | 63                |
| Tôn Diệc Hàng     | 33                | 43                |
| Lương Sâm         | 34                | 38                |
| Ngưu Tại Tại      | 35                | 37                |
| Đặng Hiếu Từ      | 36                | 34                |
| Hàn Cạnh Đức      | 37                | 32                |
| Hoàng Hoằng Minh  | 37                | 32                |
| Trần Tuấn Hào     | 39                | 30                |
| Trịnh Tinh Nguyên | 40                | 29                |
| Thảo Ngư          | 41                | 26                |
| Vạn Vũ Thần       | 41                | 26                |
| Lý Tuấn Hào       | 43                | 23                |
| Hứa Trác Luân     | 43                | 23                |
| Trần Tuấn Vũ      | 45                | 22                |
| Châu Tử Kiệt      | 45                | 22                |
| Trần Đỉnh Đỉnh    | 47                | 21                |
| Vương Lâm Khải    | 47                | 21                |
| Gong Yixing       | 49                | 20                |
| Khả Nhĩ           | 49                | 20                |
| Hà Nhĩ Lực Quân   | 51                | 19                |
| Bạch Lục          | 52                | 18                |
| Triệu Cẩn Nghiêu  | 53                | 17                |
| Ngụy Hồng Vũ      | 54                | 14                |
| Trương Tư Nguyên  | 55                | 13                |
| A Dục             | 56                | 12                |
| Vương Hạo Hiên    | 57                | 10                |
| Ngải Khắc Lý Lý   | 58                | 8                 |
| Hàn Thụy Trạch    | 59                | 6                 |
| Khâu Đan Phong    | 59                | 6                 |

### Công diễn 4: Đánh giá theo chủ đề
Phân loại màu
- Người thắng
- Nhóm trưởng
- Trung tâm

| Ca khúc               | Thể loại | Phong cách               | Trước loại trừ | Trước loại trừ    | Sau loại trừ                 | Sau loại trừ      | Số phiếu cá nhân | Số phiêu nhóm |
| Ca khúc               | Thể loại | Phong cách               | Nhóm           | Tên               | Tên nhóm                     | Tên               | Số phiếu cá nhân | Số phiêu nhóm |
| --------------------- | -------- | ------------------------ | -------------- | ----------------- | ---------------------------- | ----------------- | ---------------- | ------------- |
| Domesticator (驯化者) | Trap     | Pride and Joy            | A              | Khương Kinh Tá    | Dragon Training Kindergarten | Trần Tuấn Hào     | 6                | 199           |
| Domesticator (驯化者) | Trap     | Pride and Joy            | A              | Lương Sâm         | Dragon Training Kindergarten | Trần Tuấn Hào     | 6                | 199           |
| Domesticator (驯化者) | Trap     | Pride and Joy            | A              | La Nhất Châu      | Dragon Training Kindergarten | Trần Dự Canh      | 6                | 199           |
| Domesticator (驯化者) | Trap     | Pride and Joy            | A              | Đường Cửu Châu    | Dragon Training Kindergarten | Trần Dự Canh      | 6                | 199           |
| Domesticator (驯化者) | Trap     | Pride and Joy            | A              | Vương Nam Quân    | Dragon Training Kindergarten | Khương Kinh Tá    | 7                | 199           |
| Domesticator (驯化者) | Trap     | Pride and Joy            | A              | Trương Tư Nguyên  | Dragon Training Kindergarten | Khương Kinh Tá    | 7                | 199           |
| Domesticator (驯化者) | Trap     | Pride and Joy            | A              | Chung Tuấn Nhất   | Dragon Training Kindergarten | Lưu Quan Hữu      | 17               | 199           |
| Domesticator (驯化者) | Trap     | Pride and Joy            | B              | Bạch Đinh         | Dragon Training Kindergarten | Lưu Quan Hữu      | 17               | 199           |
| Domesticator (驯化者) | Trap     | Pride and Joy            | B              | Trần Tuấn Hào     | Dragon Training Kindergarten | La Nhất Châu      | 141              | 199           |
| Domesticator (驯化者) | Trap     | Pride and Joy            | B              | Trần Dự Canh      | Dragon Training Kindergarten | La Nhất Châu      | 141              | 199           |
| Domesticator (驯化者) | Trap     | Pride and Joy            | B              | Lưu Quan Hữu      | Dragon Training Kindergarten | Đường Cửu Châu    | 17               | 199           |
| Domesticator (驯化者) | Trap     | Pride and Joy            | B              | La Nhất Châu      | Dragon Training Kindergarten | Đường Cửu Châu    | 17               | 199           |
| Domesticator (驯化者) | Trap     | Pride and Joy            | B              | Ngụy Hồng Vũ      | Dragon Training Kindergarten | Trương Tư Nguyên  | 5                | 199           |
| Domesticator (驯化者) | Trap     | Pride and Joy            | B              | Chung Tuấn Nhất   | Dragon Training Kindergarten | Trương Tư Nguyên  | 5                | 199           |
| Monsoon (李凤坏游)    | Pop      | Sweet and Fresh          | A              | Ngải Lực Trát Đề  | With You                     | Đặng Trạch Minh   | 4                | 41            |
| Monsoon (李凤坏游)    | Pop      | Sweet and Fresh          | A              | Trần Đỉnh Đỉnh    | With You                     | Đặng Trạch Minh   | 4                | 41            |
| Monsoon (李凤坏游)    | Pop      | Sweet and Fresh          | A              | Hoàng Hoằng Minh  | With You                     | Hoàng Hoằng Minh  | 3                | 41            |
| Monsoon (李凤坏游)    | Pop      | Sweet and Fresh          | A              | Khả Nhĩ           | With You                     | Hoàng Hoằng Minh  | 3                | 41            |
| Monsoon (李凤坏游)    | Pop      | Sweet and Fresh          | A              | Ngưu Tại Tại      | With You                     | Lương Sâm         | 9                | 41            |
| Monsoon (李凤坏游)    | Pop      | Sweet and Fresh          | A              | Hashimoto Yuta    | With You                     | Lương Sâm         | 9                | 41            |
| Monsoon (李凤坏游)    | Pop      | Sweet and Fresh          | A              | Tử Du             | With You                     | Khâu Đan Phong    | 1                | 41            |
| Monsoon (李凤坏游)    | Pop      | Sweet and Fresh          | B              | Ngải Lực Trát Đề  | With You                     | Khâu Đan Phong    | 1                | 41            |
| Monsoon (李凤坏游)    | Pop      | Sweet and Fresh          | B              | Đặng Trạch Minh   | With You                     | Thập Thất         | 9                | 41            |
| Monsoon (李凤坏游)    | Pop      | Sweet and Fresh          | B              | Ngưu Tại Tại      | With You                     | Thập Thất         | 9                | 41            |
| Monsoon (李凤坏游)    | Pop      | Sweet and Fresh          | B              | Khâu Đan Phong    | With You                     | Hashimoto Yuta    | 13               | 41            |
| Monsoon (李凤坏游)    | Pop      | Sweet and Fresh          | B              | Vạn Vũ Thần       | With You                     | Hashimoto Yuta    | 13               | 41            |
| Monsoon (李凤坏游)    | Pop      | Sweet and Fresh          | B              | Triệu Cẩn Nghiêu  | With You                     | Tử Du             | 2                | 41            |
| Monsoon (李凤坏游)    | Pop      | Sweet and Fresh          | B              | Châu Tử Kiệt      | With You                     | Tử Du             | 2                | 41            |
| Sha Ni (沙溺)         | Soul     | Loneliness and Heartache | A              | A Dục             | Cactus                       | Đoàn Tinh Tinh    | 13               | 44            |
| Sha Ni (沙溺)         | Soul     | Loneliness and Heartache | A              | Thôi Vân Phong    | Cactus                       | Đoàn Tinh Tinh    | 13               | 44            |
| Sha Ni (沙溺)         | Soul     | Loneliness and Heartache | A              | Đoàn Tinh Tinh    | Cactus                       | Hà Đức Thụy       | 7                | 44            |
| Sha Ni (沙溺)         | Soul     | Loneliness and Heartache | A              | Cung Nghị Tình    | Cactus                       | Hà Đức Thụy       | 7                | 44            |
| Sha Ni (沙溺)         | Soul     | Loneliness and Heartache | A              | Lê Minh Húc       | Cactus                       | Lý Tuấn Hào       | 5                | 44            |
| Sha Ni (沙溺)         | Soul     | Loneliness and Heartache | A              | Lý Khâm           | Cactus                       | Lý Tuấn Hào       | 5                | 44            |
| Sha Ni (沙溺)         | Soul     | Loneliness and Heartache | A              | Ức Hiên           | Cactus                       | Lý Khâm           | 2                | 44            |
| Sha Ni (沙溺)         | Soul     | Loneliness and Heartache | B              | A Dục             | Cactus                       | Lý Khâm           | 2                | 44            |
| Sha Ni (沙溺)         | Soul     | Loneliness and Heartache | B              | Trần Tuấn Vũ      | Cactus                       | Từ Tử Vị          | 7                | 44            |
| Sha Ni (沙溺)         | Soul     | Loneliness and Heartache | B              | Lê Minh Húc       | Cactus                       | Từ Tử Vị          | 7                | 44            |
| Sha Ni (沙溺)         | Soul     | Loneliness and Heartache | B              | Ngụy Tinh Thừa    | Cactus                       | Ngạn Hy           | 4                | 44            |
| Sha Ni (沙溺)         | Soul     | Loneliness and Heartache | B              | Hứa Trác Luân     | Cactus                       | Ngạn Hy           | 4                | 44            |
| Sha Ni (沙溺)         | Soul     | Loneliness and Heartache | B              | Từ Tử Vị          | Cactus                       | Ức Hiên           | 6                | 44            |
| Sha Ni (沙溺)         | Soul     | Loneliness and Heartache | B              | Ngạn Hy           | Cactus                       | Ức Hiên           | 6                | 44            |
| Way Up (命中)         | Pop      | Overbearing and Bossy    | A              | Hà Nhĩ Lực Quân   | Seven Ways                   | Thảo Ngư          | 6                | 211           |
| Way Up (命中)         | Pop      | Overbearing and Bossy    | A              | Lý Tuấn Hào       | Seven Ways                   | Thảo Ngư          | 6                | 211           |
| Way Up (命中)         | Pop      | Overbearing and Bossy    | A              | Tôn Oánh Hào      | Seven Ways                   | Liên Hoài Vỹ      | 22               | 211           |
| Way Up (命中)         | Pop      | Overbearing and Bossy    | A              | Vương Hạo Hiên    | Seven Ways                   | Liên Hoài Vỹ      | 22               | 211           |
| Way Up (命中)         | Pop      | Overbearing and Bossy    | A              | Từ Tân Trì        | Seven Ways                   | Tôn Diệc Hàng     | 11               | 211           |
| Way Up (命中)         | Pop      | Overbearing and Bossy    | A              | Dương Hạo Minh    | Seven Ways                   | Tôn Diệc Hàng     | 11               | 211           |
| Way Up (命中)         | Pop      | Overbearing and Bossy    | A              | Dư Cảnh Thiên     | Seven Ways                   | Tôn Oánh Hạo      | 20               | 211           |
| Way Up (命中)         | Pop      | Overbearing and Bossy    | B              | Thảo Ngư          | Seven Ways                   | Tôn Oánh Hạo      | 20               | 211           |
| Way Up (命中)         | Pop      | Overbearing and Bossy    | B              | Hà Đức Thụy       | Seven Ways                   | Từ Tân Trì        | 8                | 211           |
| Way Up (命中)         | Pop      | Overbearing and Bossy    | B              | Liên Hoài Vỹ      | Seven Ways                   | Từ Tân Trì        | 8                | 211           |
| Way Up (命中)         | Pop      | Overbearing and Bossy    | B              | Thập Thất         | Seven Ways                   | Dương Hạo Minh    | 8                | 211           |
| Way Up (命中)         | Pop      | Overbearing and Bossy    | B              | Tôn Diệc Hàng     | Seven Ways                   | Dương Hạo Minh    | 8                | 211           |
| Way Up (命中)         | Pop      | Overbearing and Bossy    | B              | Vương Hạo Hiên    | Seven Ways                   | Dư Cảnh Thiên     | 136              | 211           |
| Way Up (命中)         | Pop      | Overbearing and Bossy    | B              | Dư Cảnh Thiên     | Seven Ways                   | Dư Cảnh Thiên     | 136              | 211           |
| Bamboo (竹)           | Trap     | Exotic and Charming      | A              | Bạch Lục          | Hotel Elf                    | Thường Hoa Sâm    | 9                | 50            |
| Bamboo (竹)           | Trap     | Exotic and Charming      | A              | Thường Hoa Sâm    | Hotel Elf                    | Thường Hoa Sâm    | 9                | 50            |
| Bamboo (竹)           | Trap     | Exotic and Charming      | A              | Đặng Hiếu Từ      | Hotel Elf                    | Đặng Hiếu Từ      | 15               | 50            |
| Bamboo (竹)           | Trap     | Exotic and Charming      | A              | Hàn Cạnh Đức      | Hotel Elf                    | Đặng Hiếu Từ      | 15               | 50            |
| Bamboo (竹)           | Trap     | Exotic and Charming      | A              | Ngải Khắc Lý Lý   | Hotel Elf                    | Đỗ Thiên Vũ       | 8                | 50            |
| Bamboo (竹)           | Trap     | Exotic and Charming      | A              | Lưu Tuyển         | Hotel Elf                    | Đỗ Thiên Vũ       | 8                | 50            |
| Bamboo (竹)           | Trap     | Exotic and Charming      | A              | Vương Lâm Khải    | Hotel Elf                    | Lưu Tuyển         | 5                | 50            |
| Bamboo (竹)           | Trap     | Exotic and Charming      | B              | Thường Hoa Sâm    | Hotel Elf                    | Lưu Tuyển         | 5                | 50            |
| Bamboo (竹)           | Trap     | Exotic and Charming      | B              | Đỗ Thiên Vũ       | Hotel Elf                    | Uông Giai Thần    | 5                | 50            |
| Bamboo (竹)           | Trap     | Exotic and Charming      | B              | Hàn Cạnh Đức      | Hotel Elf                    | Uông Giai Thần    | 5                | 50            |
| Bamboo (竹)           | Trap     | Exotic and Charming      | B              | Lưu Tuấn Hạo      | Hotel Elf                    | Vương Nam Quân    | 5                | 50            |
| Bamboo (竹)           | Trap     | Exotic and Charming      | B              | Uông Giai Thần    | Hotel Elf                    | Vương Nam Quân    | 5                | 50            |
| Bamboo (竹)           | Trap     | Exotic and Charming      | B              | Vương Lâm Khải    | Hotel Elf                    | Trịnh Tinh Nguyên | 3                | 50            |
| Bamboo (竹)           | Trap     | Exotic and Charming      | B              | Trịnh Tinh Nguyên | Hotel Elf                    | Trịnh Tinh Nguyên | 3                | 50            |

| Xếp hạng Đánh giá theo chủ đề | Xếp hạng Đánh giá theo chủ đề | Xếp hạng Đánh giá theo chủ đề |
| ----------------------------- | ----------------------------- | ----------------------------- |
| Tên                           | Xếp hạng                      | Số phiếu                      |
| Dư Cảnh Thiên                 | 1                             | 200136                        |
| Liên Hoài Vỹ                  | 2                             | 50022                         |
| Tôn Oánh Hạo                  | 3                             | 50020                         |
| Tôn Diệc Hàng                 | 4                             | 50011                         |
| Tôn Tân Trì                   | 5                             | 50008                         |
| Dương Hạo Minh                | 5                             | 50008                         |
| Thảo Ngư                      | 7                             | 50006                         |
| La Nhất Châu                  | 8                             | 141                           |
| Lưu Quan Hữu                  | 9                             | 17                            |
| Đường Cửu Châu                | 9                             | 17                            |
| Đặng Hiếu Từ                  | 11                            | 15                            |
| Đoàn Tinh Tinh                | 12                            | 13                            |
| Hashimoto Yuta                | 12                            | 13                            |
| Thường Hoa Sâm                | 14                            | 9                             |
| Lương Sâm                     | 14                            | 9                             |
| Thập Thất                     | 14                            | 9                             |
| Đỗ Thiên Vũ                   | 17                            | 8                             |
| Hà Đức Thụy                   | 18                            | 7                             |
| Khương Kinh Tá                | 18                            | 7                             |
| Từ Tử Vị                      | 18                            | 7                             |
| Trần Tuấn Hào                 | 21                            | 6                             |
| Trần Dự Canh                  | 21                            | 6                             |
| Ức Hiên                       | 21                            | 6                             |
| Lý Tuấn Hào                   | 24                            | 5                             |
| Lưu Tuyển                     | 24                            | 5                             |
| Uông Giai Thần                | 24                            | 5                             |
| Vương Nam Quân                | 24                            | 5                             |
| Trương Tư Nguyên              | 24                            | 5                             |
| Đặng Trạch Minh               | 29                            | 4                             |
| Ngạn Hy                       | 29                            | 4                             |
| Hoàng Hoằng Minh              | 31                            | 3                             |
| Trịnh Tinh Nguyên             | 31                            | 3                             |
| Lý Khâm                       | 33                            | 2                             |
| Tử Du                         | 33                            | 2                             |
| Khâu Đan Phong                | 35                            | 1                             |

### Công diễn 5: Sân khấu kết hợp
Phân loại màu
- Trưởng nhóm
- Trung tâm
- Trưởng nhóm & Trung tâm

| Ca khúc                        | Ca sĩ gốc                              | Cố vấn                               | Thực tập sinh     |
| ------------------------------ | -------------------------------------- | ------------------------------------ | ----------------- |
| Kick Back (秘境)               | WayV                                   | Lisa                                 | Đoàn Tinh Tinh    |
| Kick Back (秘境)               | WayV                                   | Lisa                                 | Liên Hoài Vỹ      |
| Kick Back (秘境)               | WayV                                   | Lisa                                 | Lưu Quan Hữu      |
| Kick Back (秘境)               | WayV                                   | Lisa                                 | Lưu Tuyển         |
| Kick Back (秘境)               | WayV                                   | Lisa                                 | Ức Hiên           |
| Go Hard (硬闹)                 | Phan Vỹ Bá                             | Phan Vỹ Bá                           | Trần Dự Canh      |
| Go Hard (硬闹)                 | Phan Vỹ Bá                             | Phan Vỹ Bá                           | Đỗ Thiên Vũ       |
| Go Hard (硬闹)                 | Phan Vỹ Bá                             | Phan Vỹ Bá                           | Hoàng Hoằng Minh  |
| Go Hard (硬闹)                 | Phan Vỹ Bá                             | Phan Vỹ Bá                           | Thập Thất         |
| Go Hard (硬闹)                 | Phan Vỹ Bá                             | Phan Vỹ Bá                           | Từ Tân Trì        |
| Go Hard (硬闹)                 | Phan Vỹ Bá                             | Phan Vỹ Bá                           | Hashimoto Yuta    |
| Không hối tiếc (不遗幅)        | Lý Vinh Hạo                            | Lý Vinh Hạo                          | Trần Tuấn Hào     |
| Không hối tiếc (不遗幅)        | Lý Vinh Hạo                            | Lý Vinh Hạo                          | Đặng Hiếu Từ      |
| Không hối tiếc (不遗幅)        | Lý Vinh Hạo                            | Lý Vinh Hạo                          | Đặng Trạch Minh   |
| Không hối tiếc (不遗幅)        | Lý Vinh Hạo                            | Lý Vinh Hạo                          | Lương Sâm         |
| Không hối tiếc (不遗幅)        | Lý Vinh Hạo                            | Lý Vinh Hạo                          | Đường Cửu Châu    |
| Không hối tiếc (不遗幅)        | Lý Vinh Hạo                            | Lý Vinh Hạo                          | Từ Tử Vị          |
| 《YES! OK!》 remix 《We Rock》 | Bài hát chủ đề Thanh xuân có bạn 2 & 3 | Dụ Ngôn, An Kỳ, Lục Kha Nhiên (THE9) | Thảo Ngư          |
| 《YES! OK!》 remix 《We Rock》 | Bài hát chủ đề Thanh xuân có bạn 2 & 3 | Dụ Ngôn, An Kỳ, Lục Kha Nhiên (THE9) | Thường Hoa Sâm    |
| 《YES! OK!》 remix 《We Rock》 | Bài hát chủ đề Thanh xuân có bạn 2 & 3 | Dụ Ngôn, An Kỳ, Lục Kha Nhiên (THE9) | Hà Đức Thụy       |
| 《YES! OK!》 remix 《We Rock》 | Bài hát chủ đề Thanh xuân có bạn 2 & 3 | Dụ Ngôn, An Kỳ, Lục Kha Nhiên (THE9) | Ngạn Hy           |
| 《YES! OK!》 remix 《We Rock》 | Bài hát chủ đề Thanh xuân có bạn 2 & 3 | Dụ Ngôn, An Kỳ, Lục Kha Nhiên (THE9) | Trương Tư Nguyên  |
| 《YES! OK!》 remix 《We Rock》 | Bài hát chủ đề Thanh xuân có bạn 2 & 3 | Dụ Ngôn, An Kỳ, Lục Kha Nhiên (THE9) | Trịnh Tinh Nguyên |
| Superpower (超能力)            | Đặng Tử Kỳ                             | Đặng Tử Kỳ                           | Khương Kinh Tá    |
| Superpower (超能力)            | Đặng Tử Kỳ                             | Đặng Tử Kỳ                           | Lý Khâm           |
| Superpower (超能力)            | Đặng Tử Kỳ                             | Đặng Tử Kỳ                           | Khâu Đan Phong    |
| Superpower (超能力)            | Đặng Tử Kỳ                             | Đặng Tử Kỳ                           | Uông Giai Thần    |
| Superpower (超能力)            | Đặng Tử Kỳ                             | Đặng Tử Kỳ                           | Vương Nam Quân    |
| Superpower (超能力)            | Đặng Tử Kỳ                             | Đặng Tử Kỳ                           | Tử Du             |
| Shut Up and Dance (闭嘴跳舞)   | Lý Vũ Xuân                             | Lý Vũ Xuân                           | Lý Tuấn Hào       |
| Shut Up and Dance (闭嘴跳舞)   | Lý Vũ Xuân                             | Lý Vũ Xuân                           | La Nhất Châu      |
| Shut Up and Dance (闭嘴跳舞)   | Lý Vũ Xuân                             | Lý Vũ Xuân                           | Tôn Diệc Hàng     |
| Shut Up and Dance (闭嘴跳舞)   | Lý Vũ Xuân                             | Lý Vũ Xuân                           | Tôn Oánh Hạo      |
| Shut Up and Dance (闭嘴跳舞)   | Lý Vũ Xuân                             | Lý Vũ Xuân                           | Dương Hạo Minh    |
| Shut Up and Dance (闭嘴跳舞)   | Lý Vũ Xuân                             | Lý Vũ Xuân                           | Dư Cảnh Thiên     |

### Công diễn 6: Sân khấu biểu diễn cuối cùng
Phân loại màu
- Thành viên chính thức ra mắt

| Ca khúc     | Vị trí             | Tên            |
| ----------- | ------------------ | -------------- |
| 界 (OZONE)  | Lead Vocalist      | Từ Tử Vị       |
| 界 (OZONE)  | Support Vocalist 1 | Lương Sâm      |
| 界 (OZONE)  | Support Vocalist 2 | Thập Thất      |
| 界 (OZONE)  | Support Vocalist 3 | Vương Nam Quân |
| 界 (OZONE)  | Support Vocalist 4 | Dư Cảnh Thiên  |
| 界 (OZONE)  | Support Vocalist 5 | Tôn Diệc Hàng  |
| 界 (OZONE)  | Support Vocalist 6 | Từ Tân Trì     |
| 界 (OZONE)  | Support Vocalist 7 | Lý Tuấn Hào    |
| 界 (OZONE)  | Rapper 1           | Liên Hoài Vĩ   |
| 界 (OZONE)  | Rapper 2           | Lưu Tuyển      |
| 终章# (ZIP) | Lead Vocalist      | Hà Đức Thụy    |
| 终章# (ZIP) | Support Vocalist 1 | Dương Hạo Minh |
| 终章# (ZIP) | Support Vocalist 2 | Đường Cửu Châu |
| 终章# (ZIP) | Support Vocalist 3 | Tôn Oánh Hạo   |
| 终章# (ZIP) | Support Vocalist 4 | Đỗ Thiên Vũ    |
| 终章# (ZIP) | Support Vocalist 5 | Đoàn Tinh Tinh |
| 终章# (ZIP) | Support Vocalist 6 | Thường Hoa Sâm |
| 终章# (ZIP) | Rapper 1           | La Nhất Châu   |
| 终章# (ZIP) | Rapper 2           | Lưu Quan Hữu   |
| 终章# (ZIP) | Rapper 3           | Đặng Hiếu Từ   |

## Danh sách đĩa nhạc

### Đĩa đơn
| Tên     | Chi tiết                                                          |
| ------- | ----------------------------------------------------------------- |
| We Rock | - Phát hành: Ngày 8 tháng 3 năm 2021 - Ngôn ngữ: Tiếng Quan Thoại |

## Lùm xùm xung quanh show
Vào ngày 4 tháng 5 năm 2021, Cục Quảng bá Phát thanh Truyền hình thành phố Bắc Kinh (thường được biết đến với tên Quảng điện) đã ra thông báo yêu cầu IQIYI tạm ngừng ghi hình chương trình sau khi Cục liên tục nhận được các báo cáo có liên quan . Không lâu trước đó, Tân Hoa Xã cũng chỉ trích việc người hâm mộ của một thí sinh trong chương trình này đã mua sữa để lấy phiếu bình chọn nhưng không dùng hết đem đi đổ xuống cống .Ngay sau đó, phía nhà sản xuất đã ra thông báo hủy bỏ ghi hình đêm chung kết.